# Солженицын, Александр Исаевич
Алекса́ндр Иса́евич Солжени́цын (11 декабря 1918, Кисловодск, Терская область, РСФСР — 3 августа 2008, Москва, Россия) — русский писатель, драматург, эссеист-публицист, поэт, общественный и политический деятель. Лауреат Нобелевской премии по литературе (1970), Государственной премии Российской Федерации (2007) и Государственной премии РСФСР имени М. Горького (1990). Академик Российской академии наук (РАН) по отделению историко-филологических наук (1997).
Участник Великой Отечественной войны. С 1945 по 1953 год — заключённый ГУЛАГа. В течение нескольких десятилетий (1960-е — 1980-е годы) активно выступал против коммунистических идей, политического строя СССР и политики его властей.
К числу основных сочинений принадлежат «Архипелаг ГУЛАГ» (1969—1989) «В круге первом» (1973), «Красное колесо» (1968), «Матрёнин двор» (1963), «Один день Ивана Денисовича» (1962), «Раковый корпус» (1975), «Двести лет вместе» (в двух частях, 2000). Помимо художественных сочинений, затрагивающих, как правило, острые общественно-политические вопросы, получил широкую известность своими художественно-публицистическими произведениями по истории России XIX—XX веков.

## Биография

### Детство и юность
Александр Исаевич (Исаакиевич) Солженицын родился 11 декабря 1918 года в Кисловодске. Крещён в кисловодском храме Святого Целителя Пантелеимона.
Изначально фамилия предков звучала как Соложаницыны — производная от слова «солод»
Отец — Исаакий Семёнович Солженицын (1891—1918), русский крестьянин с Северного Кавказа. Мать — Таисия Захаровна Щербак (1894—1944), украинка, дочь хозяина богатейшей на Кубани экономии (см. Новокубанск), умом и трудом поднявшегося на эту ступень таврического чабана-батрака. Родители Солженицына познакомились во время обучения в Москве и вскоре поженились. Исаакий Солженицын во время Первой мировой войны пошёл на фронт добровольцем и был офицером. Уже после демобилизации погиб в результате несчастного случая на охоте 15 июня 1918 года, ещё до рождения сына. Изображён под именем Сани (Исаакия) Лаженицына в эпопее «Красное колесо» (на основе воспоминаний жены — матери писателя).
В результате революции в 1917 году и Гражданской войны семья была разорена, и в 1924 году Солженицын переехал с матерью в Ростов-на-Дону. С 1926 по 1936 год учился в школе № 15 (Малевича), располагавшейся в Соборном переулке. Жили в бедности.
В младших классах подвергался насмешкам за ношение крестильного крестика и нежелание вступать в пионеры, получил выговор за посещение церкви:105. Под влиянием школы принял коммунистическую идеологию, в 1936 году вступил в комсомол. В старших классах увлёкся литературой, начал писать эссе и стихотворения; интересовался историей, общественной жизнью. В 1937 году задумал большой роман о революции 1917 года.
В 1936 году поступил в Ростовский-на-Дону государственный университет. Не желая делать литературу основной специальностью, выбрал физико-математический факультет. По воспоминанию школьного и университетского друга, «… учился на математика не столько по призванию, сколько потому, что на физмате были исключительно образованные и очень интересные преподаватели»:136. Одним из них был Д. Д. Мордухай-Болтовской. В университете Солженицын учился на «отлично» (сталинский стипендиат), продолжал литературные упражнения, в дополнение к университетским занятиям самостоятельно изучал историю и марксизм-ленинизм. Окончил университет в 1941 году с отличием, ему была присвоена квалификация научного работника II разряда в области математики и преподавателя. Деканат рекомендовал его на должность ассистента вуза или аспиранта.
С самого начала литературной деятельности остро интересовался историей Первой мировой войны и революции. В 1937 году начал собирать материалы по «Самсоновской катастрофе», написал первые главы «Августа Четырнадцатого» (с ортодоксальных коммунистических позиций). Интересовался театром, летом 1938 года пытался сдать экзамены в театральную школу Ю. А. Завадского, но неудачно. В 1939 году поступил на заочное отделение факультета литературы Института философии, литературы и истории в Москве. Прервал обучение в 1941 году в связи с началом Великой Отечественной войны.
В августе 1939 года совершил с друзьями путешествие на байдарке по Волге. Жизнь писателя с этого времени и до апреля 1945 года описана им в автобиографической поэме «Дороженька» (1947—1952).
27 апреля 1940 года женился на Наталье Решетовской.

### Во время войны
С началом Великой Отечественной войны Солженицын не был сразу мобилизован, поскольку был признан «ограниченно годным» по здоровью. Активно добивался призыва на фронт. В сентябре 1941 года вместе с женой получил распределение школьным учителем в Морозовск Ростовской области, однако уже 18 октября был призван Морозовским районным военным комиссариатом и, по сведениям, представленным самим Солженицыным, «зачислен рядовым в 74-й Отдельный Гужтранспортный батальон (ОГТБ), подчиненный штабу Сталинградского ВО, расквартированный в Ново-Анненском районе Сталинградской области». По его собственному мнению, служба в ОГТБ стала для него тяжкой ношей. Позже, в своём романе «В круге первом», Солженицын передал свои воспоминания через одного из главных героев, Глеба Нержина: «…началась война, и Нержин сперва попал ездовым в обоз и, давясь от обиды, неуклюжий, гонялся за лошадьми по выгону, чтоб их обратать или вспрыгнуть им на спину. Он не умел ездить верхом, не умел ладить упряжи, не умел брать сена на вилы, и даже гвоздь под его молотком непременно изгибался, как бы от хохота над неумелым мастером».
События лета 1941 — весны 1942 года описаны Солженицыным в неоконченной повести «Люби революцию» (1948).
Добивался направления в военное училище, в апреле 1942 года был направлен в артиллерийское училище в Кострому; в ноябре 1942 года выпущен лейтенантом, направлен в Саранск в запасной артиллерийский разведывательный полк по формированию дивизионов артиллерийской инструментальной разведки.
В действующей армии с марта 1943 года. Служил командиром 2-й батареи звуковой разведки 794-го отдельного армейского разведывательного артиллерийского дивизиона 44-й пушечной артиллерийской бригады (ПАБР) 63-й армии на Центральном и Брянском фронтах.
Приказом Военного совета 63-й армии № 5/н от 10 августа 1943 года лейтенант Солженицын награждён орденом Отечественной войны 2-й степени за выявление основной группировки артиллерии противника на участке Малиновец — Сетуха — Большой Малиновец и выявление трёх замаскированных батарей, уничтоженных впоследствии 44-й ПАБР.
15 сентября 1943 года присвоено звание старшего лейтенанта.
С весны 1944 года командир батареи звуковой разведки 68-й Севско-Речицкой пушечной артиллерийской бригады 48-й армии 2-го Белорусского фронта. Боевой путь — от Орла до Восточной Пруссии.
С 7 мая 1944 года — капитан:906.
Приказом по 68-й ПАБР № 19 от 8 июля 1944 года был награждён орденом Красной Звезды за звуковое обнаружение двух неприятельских батарей и корректировку огня по ним, что привело к подавлению их огня.
На фронте, несмотря на запрет, вёл дневник. Много писал, отправлял свои произведения московским литераторам для рецензии.

### Арест и заключение

#### Арест и приговор
На фронте Солженицын продолжал интересоваться общественной жизнью, но стал критически относиться к Сталину (за «искажение ленинизма»); в письмах старому другу Николаю Виткевичу ругательно высказывался о «Пахане», под которым угадывался Сталин, хранил в личных вещах составленную вместе с Виткевичем «резолюцию», в которой сравнивал сталинские порядки с крепостным правом и говорил о создании после войны «организации» для восстановления так называемых «ленинских» норм.
Письма вызвали подозрение военной цензуры. 2 февраля 1945 года последовало телеграфное распоряжение № 4146 заместителя начальника Главного управления контрразведки «Смерш» НКО СССР генерал-лейтенанта Бабича о немедленном аресте Солженицына и доставке его в Москву. 3 февраля армейской контрразведкой начато следственное дело 2/2 № 3694—45. 9 февраля Солженицын в помещении штаба подразделения был арестован, лишён воинского звания капитана, а затем отправлен в Москву, в Лубянскую тюрьму. Допросы продолжались с 20 февраля по 25 мая 1945 года (следователь — помощник начальника 3-го отделения XI отдела 2-го управления НКГБ СССР капитан госбезопасности Езепов). 6 июня начальником 3-го отделения XI отдела 2-го управления полковником Иткиным, его заместителем подполковником Рублёвым и следователем Езеповым составлено обвинительное заключение, которое 8 июня было утверждено комиссаром госбезопасности 3-го ранга Федотовым. 7 июля Солженицын заочно приговорён Особым совещанием к 8 годам исправительно-трудовых лагерей и вечной ссылке по окончании срока заключения (по статье 58, пункт 10, часть 2, и пункт 11 Уголовного кодекса РСФСР).

#### Заключение

Обыск Солженицына, Джамбульская область, село Коктерек, март 1953 года

В августе был направлен в лагерь Новый Иерусалим, 9 сентября 1945 года переведён в лагерь в Москве, заключённые которого занимались строительством жилых домов на Калужской заставе (сейчас — площадь Гагарина):308—309.
В июне 1946 года переведён в систему спецтюрем 4-го спецотдела МВД, в сентябре направлен в закрытое конструкторское бюро («шарашку») при авиамоторном заводе в Рыбинске, через пять месяцев, в феврале 1947 года, — на «шарашку» в Загорск, 9 июля 1947 года — в аналогичное заведение в Марфине (на северной окраине Москвы). Там он работал по специальности — математиком.
В Марфине Солженицын начал работу над автобиографической поэмой «Дороженька» и повестью «Люби революцию», которая задумывалась как прозаическое продолжение «Дороженьки». Позднее последние дни на Марфинской шарашке описаны Солженицыным в романе «В круге первом», где сам он выведен под именем Глеба Нержина, а его сокамерники Дмитрий Панин и Лев Копелев — Дмитрия Сологдина и Льва Рубина.
В декабре 1948 года жена заочно развелась с Солженицыным.
19 мая 1950 года Солженицын из-за размолвки с начальством «шарашки» был этапирован в Бутырскую тюрьму, откуда в августе был направлен в Степлаг — в особый лагерь в Экибастузе. Почти треть своего срока заключения — с августа 1950 по февраль 1953 года — Александр Исаевич отбыл на севере Казахстана. В лагере был на общих работах, некоторое время — бригадиром, участвовал в забастовке. Позднее лагерная жизнь получит литературное воплощение в рассказе «Один день Ивана Денисовича», а забастовка заключённых — в киносценарии «Знают истину танки».
Зимой 1952 года у Солженицына обнаружили семиному, он был прооперирован в лагере, но, как выяснилось впоследствии, рак остался:380—382, 909.

#### Освобождение и ссылка
Освобождён 13 февраля 1953 года.
В заключении Солженицын полностью разочаровался в марксизме, со временем склонился к православно-патриотическим идеям. Уже в «шарашке» снова стал писать, в Экибастузе сочинял стихотворения, поэмы («Дороженька», «Прусские ночи») и пьесы в стихах («Пленники», «Пир победителей») и заучивал их наизусть.
После освобождения Солженицын был отправлен в ссылку на поселение «навечно» (село Коктерек Джамбульской области, Южный Казахстан). Работал учителем математики и физики в 8—10-м классах местной средней школы имени Кирова.
К концу 1953 года состояние здоровья Солженицына резко ухудшилось, обследование выявило новую раковую опухоль, в январе 1954 года он был направлен в Ташкент на лечение, в марте выписан со значительным улучшением после проведённой радиационной терапии. Болезнь, лечение, исцеление и больничные впечатления легли в основу повести «Раковый корпус», которая была задумана весной 1955 года.
В ссылке написал пьесу «Республика труда» (о лагере), роман «В круге первом» (о своём пребывании на «шарашке») и очерк «Протеревши глаза („Горе от ума“ глазами зэка)».

#### Реабилитация
В июне 1956 года решением Верховного Суда СССР Солженицын был освобождён без реабилитации «за отсутствием в его действиях состава преступления».

Бюст возле школы в Мезиновском

В августе 1956 года возвратился из ссылки в Центральную Россию. Жил в деревне Мильцево (почтовое отделение Торфопродукт Курловского района (ныне Гусь-Хрустальный район) Владимирской области), преподавал математику и электротехнику (физику) в 8—10 классах Мезиновской средней школы. Тогда же встретился со своей бывшей женой, которая окончательно вернулась к нему в ноябре 1956 года (повторно брак заключён 2 февраля 1957 года). Жизнь Солженицына во Владимирской области нашла отражение в рассказе «Матрёнин двор».
6 февраля 1957 года решением Военной коллегии Верховного суда СССР Солженицын реабилитирован.
С июля 1957 года до апреля 1963 года жил в Рязани, работал учителем физики и астрономии средней школы № 2.

### Первые публикации
В 1959 году Солженицын написал рассказ «Щ-854» (позже опубликованный в журнале «Новый мир» под названием «Один день Ивана Денисовича») о жизни простого заключённого из русских крестьян, в 1960 году — рассказы «Не стои́т село без праведника» и «Правая кисть», первые «Крохотки», пьесу «Свет, который в тебе» («Свеча на ветру»). Пережил творческий кризис, видя невозможность опубликовать свои произведения.
В 1961 году под впечатлением от выступления Александра Твардовского (редактора журнала «Новый мир») на XXII съезде КПСС, передал ему «Щ-854», предварительно изъяв из рассказа наиболее политически острые, заведомо не проходимые через советскую цензуру фрагменты. Твардовский оценил рассказ чрезвычайно высоко, пригласил автора в Москву и стал добиваться публикации произведения. Никита Хрущёв преодолел сопротивление членов Политбюро и разрешил публикацию рассказа. Рассказ под названием «Один день Ивана Денисовича» был напечатан в журнале «Новый мир» (№ 11, 1962), сразу же переиздан и переведён на иностранные языки. 30 декабря 1962 года Солженицын был принят в Союз писателей СССР.
Вскоре после этого в журнале «Новый мир» (№ 1, 1963) были напечатаны «Не стои́т село без праведника» (под названием «Матрёнин двор») и «Случай на станции Кочетовка» (под названием «Случай на станции Кречетовка»).
Первые публикации вызвали огромное количество откликов писателей, общественных деятелей, критиков и читателей. Письма читателей — бывших заключённых (в ответ на «Ивана Денисовича») положили начало «Архипелагу ГУЛАГ».
Рассказы Солженицына резко выделялись на фоне произведений того времени своими художественными достоинствами и гражданской смелостью. Это подчёркивали в то время многие, в том числе писатели и поэты. Так, В. Т. Шаламов в письме Солженицыну в ноябре 1962 года писал:

Повесть — как стихи,— в ней всё совершенно, всё целесообразно. Каждая строка, каждая сцена, каждая характеристика настолько лаконична, умна, тонка и глубока, что я думаю, что «Новый мир» с самого начала своего существования ничего столь цельного, столь сильного не печатал.

Летом 1963 года создал очередную, пятую по счёту, усечённую «под цензуру» редакцию романа «В круге первом», предназначавшуюся для печати (из 87 глав — «Круг-87»). Четыре главы из романа отобраны автором и предложены Новому миру «…для пробы, под видом „Отрывка“…».
Рассказ «Для пользы дела» опубликован в журнале «Новый мир» № 7 за 1963 год.
28 декабря 1963 года редакция журнала «Новый мир» и Центральный государственный архив литературы и искусства выдвинули «Один день Ивана Денисовича» на соискание Ленинской премии за 1964 год (в результате голосования Комитета по премиям предложение было отклонено).
В 1964 году впервые отдал своё произведение в самиздат — цикл «стихов в прозе» под общим названием «Крохотки».
Летом 1964 года пятая редакция «В круге первом» была обсуждена и принята к напечатанию в 1965 году «Новым миром». Твардовский познакомился с рукописью романа «Раковый корпус» и даже предложил его для прочтения Хрущёву (вновь — через его помощника Владимира Лебедева). Солженицын встретился с Шаламовым, ранее благожелательно отозвавшимся об «Иване Денисовиче», и предложил ему совместно работать над «Архипелагом».
Осенью 1964 года пьеса «Свеча на ветру» была принята к постановке в Театре имени Ленинского комсомола в Москве; после публикации «Одного дня Ивана Денисовича» в декабре 1962-го подготовлен «облегчённый» вариант «Республики труда» под названием «Олень и Шалашовка» для театра «Современник».
«Крохотки» через самиздат проникли за границу и под названием «Этюды и крохотные рассказы» напечатаны в октябре 1964 года во Франкфурте в журнале «Грани» (№ 56) — это первая публикация в зарубежной русской прессе произведения Солженицына, отвергнутого в СССР.
В 1965 году с Борисом Можаевым ездил в Тамбовскую область для сбора материалов о крестьянском восстании (в поездке определилось название романа-эпопеи о русской революции — «Красное колесо»), начал первую и пятую части «Архипелага» (в Солотче Рязанской области и на хуторе Копли-Мярди близ Тарту), закончил работу над рассказами «Как жаль» и «Захар-Калита», 4 ноября опубликовал в «Литературной газете» (полемизируя с академиком Виктором Виноградовым) статью «Не обычай дёгтем щи белить, на то сметана» в защиту русской литературной речи:

Ещё не упущено изгнать то, что есть публицистический жаргон, а не русская речь. Ещё не поздно выправить склад нашей письменной (авторской) речи, так, чтоб вернуть ей разговорную народную лёгкость и свободу.

11 сентября КГБ провёл обыск на квартире друга Солженицына В. Л. Теуша, у которого Солженицын хранил часть своего архива. Были изъяты и сожжены рукописи стихов, «В круге первом», «Крохоток», пьес «Республика труда» и «Пир победителей».
ЦК КПСС издал закрытым тиражом и распространил среди номенклатуры, «для уличения автора», «Пир победителей» и пятую редакцию «В круге первом». Солженицын написал жалобы на незаконное изъятие рукописей министру культуры СССР Петру Демичеву, секретарям ЦК КПСС Леониду Брежневу, Михаилу Суслову и Юрию Андропову, передал рукопись «Круга-87» на хранение в Центральный государственный архив литературы и искусства.
Четыре рассказа предложены редакциям «Огонька», «Октября», «Литературной России», «Москвы» — отвергнуты везде. Газета «Известия» набрала рассказ «Захар-Калита» — готовый набор был рассыпан, «Захар-Калита» передан в газету «Правда» — последовал отказ Николая Абалкина, заведующего отделом литературы и искусства. Рассказ все же был опубликован «Новым миром» в начале 1966 г. Это была, видимо, последняя легальная публикация Солженицына в СССР (до 1980-х годов).
В то же время в США вышел сборник «А. Солженицын. Избранное»: «Один день…», «Кочетовка» и «Матрёнин двор»; в ФРГ в издательстве «Посев» — сборник рассказов на немецком языке.

### Диссидентство
К марту 1963 года Солженицын утратил расположение Хрущёва (неприсуждение Ленинской премии, отказ печатать роман «В круге первом»). После прихода к власти Брежнева Солженицын практически потерял возможность легально печататься и выступать. В сентябре 1965 года КГБ конфисковал архив Солженицына с его наиболее антисоветскими произведениями, что усугубило положение писателя. В 1966 году на XXIII съезде КПСС прозвучало требование дать решительный отпор фальсификации истории. В качестве примера была названа повесть Солженицына «Один день Ивана Денисовича».

Пользуясь определённым бездействием власти, в 1966 году Солженицын начал активную общественную деятельность (встречи, выступления, интервью иностранным журналистам): 24 октября 1966 года выступил с чтением отрывков из своих произведений в Институте атомной энергии им. Курчатова («Раковый корпус» — главы «Чем люди живы», «Правосудие», «Несуразности»; «В круге первом» — разделы о тюремных свиданиях; первый акт пьесы «Свеча на ветру»), 30 ноября — на вечере в Институте востоковедения в Москве («В круге первом» — главы о разоблачении стукачей и ничтожестве оперов; «Раковый корпус» — две главы). Тогда же стал распространять в самиздате свои романы «В круге первом» и «Раковый корпус». В феврале 1967 года тайно закончил произведение «Архипелаг ГУЛАГ» — по авторскому определению, «опыт художественного исследования».
В мае 1967 года разослал «Письмо съезду» Союза писателей СССР, получившее широкую известность среди советской интеллигенции и на Западе.

В первую очередь Пражскую весну подогрело известное письмо Солженицына IV Всесоюзному съезду советских писателей, которое прочитали и в Чехословакии— Интервью Владимира Лукина журналу «Итоги»
После «Письма» власти стали воспринимать Солженицына как серьёзного противника. В 1968 году, когда в США и Западной Европе были без разрешения автора опубликованы романы «В круге первом» и «Раковый корпус», принёсшие писателю популярность, советская пресса начала пропагандистскую кампанию против автора. 4 ноября 1969 года он был исключён из Союза писателей СССР. С сентября 1969 по май 1973 жил на даче у Ростроповича.
В августе 1968 года Солженицын познакомился с Наталией Светловой, у них завязался роман. Солженицын стал добиваться развода с первой женой. С большими трудностями развод был получен 22 июля 1972 года.
К 1970 году произведения Солженицына вышли в 28 странах, причём больше всего переводов появилось в Западной Германии и в США. На русском языке к этому времени было опубликовано за границей 17 отдельных изданий и собрание сочинений в шести томах.
После исключения из Союза писателей СССР Солженицын стал открыто заявлять о своих православно-патриотических убеждениях и резко критиковать советскую власть.
В 1970 году Солженицын был выдвинут на Нобелевскую премию по литературе в числе 75 кандидатов, и в итоге премия была присуждена ему, с формулировкой «За нравственную силу, с которой он следовал непреложным традициям русской литературы». От первой публикации произведения Солженицына до присуждения награды прошло всего восемь лет — такого в истории Нобелевских премий по литературе не было ни до, ни после. Писатель подчёркивал политический аспект присуждения премии, хотя Нобелевский комитет это отрицал. В советских газетах была организована мощная пропагандистская кампания против Солженицына, вплоть до публикации в советской прессе «открытого письма Солженицыну» Дина Рида. Советские власти предлагали Солженицыну уехать из страны, но он отказался. В 1970-х годах в Москве проживал в квартире 169 дома № 12 по улице Горького.
В конце 1960-х — начале 1970-х годов в КГБ было создано специальное подразделение, занимавшееся исключительно оперативной разработкой Солженицына, — 9-й отдел 5-го управления.
11 июня 1971 года в Париже вышел роман Солженицына «Август Четырнадцатого», в котором ярко выражены православно-патриотические взгляды автора. В августе 1971 года КГБ провёл операцию по физическому устранению Солженицына — во время поездки в Новочеркасск ему скрытно был сделан укол, с помощью которого ввели неизвестное ядовитое вещество (предположительно, рицинин):656—661. Писатель после этого выжил, но долго и тяжело болел.
В 1972 году им написано «Великопостное письмо» патриарху Пимену о проблемах церкви, в поддержку выступления архиепископа Калужского Ермогена (Голубева).
В 1972—1973 годах работал над эпопеей «Красное колесо», активной диссидентской деятельности не вёл.
В августе — сентябре 1973 года отношения между властью и диссидентами обострились, что затронуло и Солженицына.
23 августа 1973 года дал большое интервью иностранным корреспондентам. В тот же день КГБ задержал одну из помощниц писателя Елизавету Воронянскую. В ходе допроса её вынудили выдать местонахождение одного экземпляра рукописи «Архипелага ГУЛАГ». Вернувшись домой, она повесилась. 5 сентября Солженицын узнал о случившемся и распорядился начать печатание «Архипелага» на Западе (в эмигрантском издательстве ИМКА-Пресс). Тогда же он отправил руководству СССР «Письмо вождям Советского Союза», в котором призвал отказаться от коммунистической идеологии и сделать шаги по превращению СССР в русское национальное государство. С конца августа в западной прессе публиковалось большое количество статей в защиту диссидентов и, в частности, Солженицына.

### Архипелаг ГУЛАГ
С публикацией «Архипелага ГУЛАГ» в 1973—1974 годах, в СССР была развёрнута мощная пропагандистская кампания против диссидентов. 31 августа в газете «Правда» было напечатано открытое письмо группы советских писателей с осуждением Солженицына и Андрея Сахарова, «клевещущих на наш государственный и общественный строй». 24 сентября КГБ через бывшую жену Солженицына предложил писателю официальное опубликование повести «Раковый корпус» в СССР в обмен на отказ от публикации «Архипелага ГУЛАГа» за границей. Однако Солженицын, сказав, что не возражает против печатания «Ракового корпуса» в СССР, не выразил и желания связывать себя негласной договорённостью с властями. В последних числах декабря 1973 года было объявлено о выходе в свет первого тома «Архипелага ГУЛАГа». В советских средствах массовой информации началась массированная кампания очернения Солженицына как предателя родины с ярлыком «литературного власовца». Упор делался не на реальное содержание «Архипелага ГУЛАГа» (художественное исследование советской лагерно-тюремной системы 1918—1956 годов), которое вообще не обсуждалось, а на имевшую место солидаризацию Солженицына с «изменниками родины во время войны, полицаями и власовцами».
В СССР в годы застоя «Август Четырнадцатого» и «Архипелаг ГУЛАГ» (как и первые романы) распространялись в самиздате.
В конце 1973 года Солженицын стал инициатором и собирателем группы авторов сборника «Из-под глыб» (издан ИМКА-Пресс в Париже в 1974 году), написал для этого сборника статьи «На возврате дыхания и сознания», «Раскаяние и самоограничение как категории национальной жизни», «Образованщина».

### Изгнание
7 января 1974 года выход «Архипелага ГУЛАГ» и меры «пресечения антисоветской деятельности» Солженицына были обсуждены на заседании Политбюро ЦК КПСС. Юрий Андропов предложил выдворить Солженицына из страны в административном порядке. За высылку высказались Устинов, Гришин, Кириленко, Катушев; за арест и ссылку — Косыгин, Брежнев, Подгорный, Шелепин, Громыко и другие. Было принято постановление — «Солженицына А. И. привлечь к судебной ответственности. Поручить т. т. Андропову Ю. В. и Руденко Р. А. определить порядок и процедуру проведения следствия и судебного процесса над Солженицыным А. И.» Однако, вопреки решению Политбюро от 7 января, в конечном счёте возобладало мнение Андропова о высылке. Ранее один из «советских вождей», министр внутренних дел Николай Щёлоков направлял в Политбюро записку в защиту Солженицына, но его предложения (в том числе — опубликовать «Раковый корпус») не нашли поддержки.

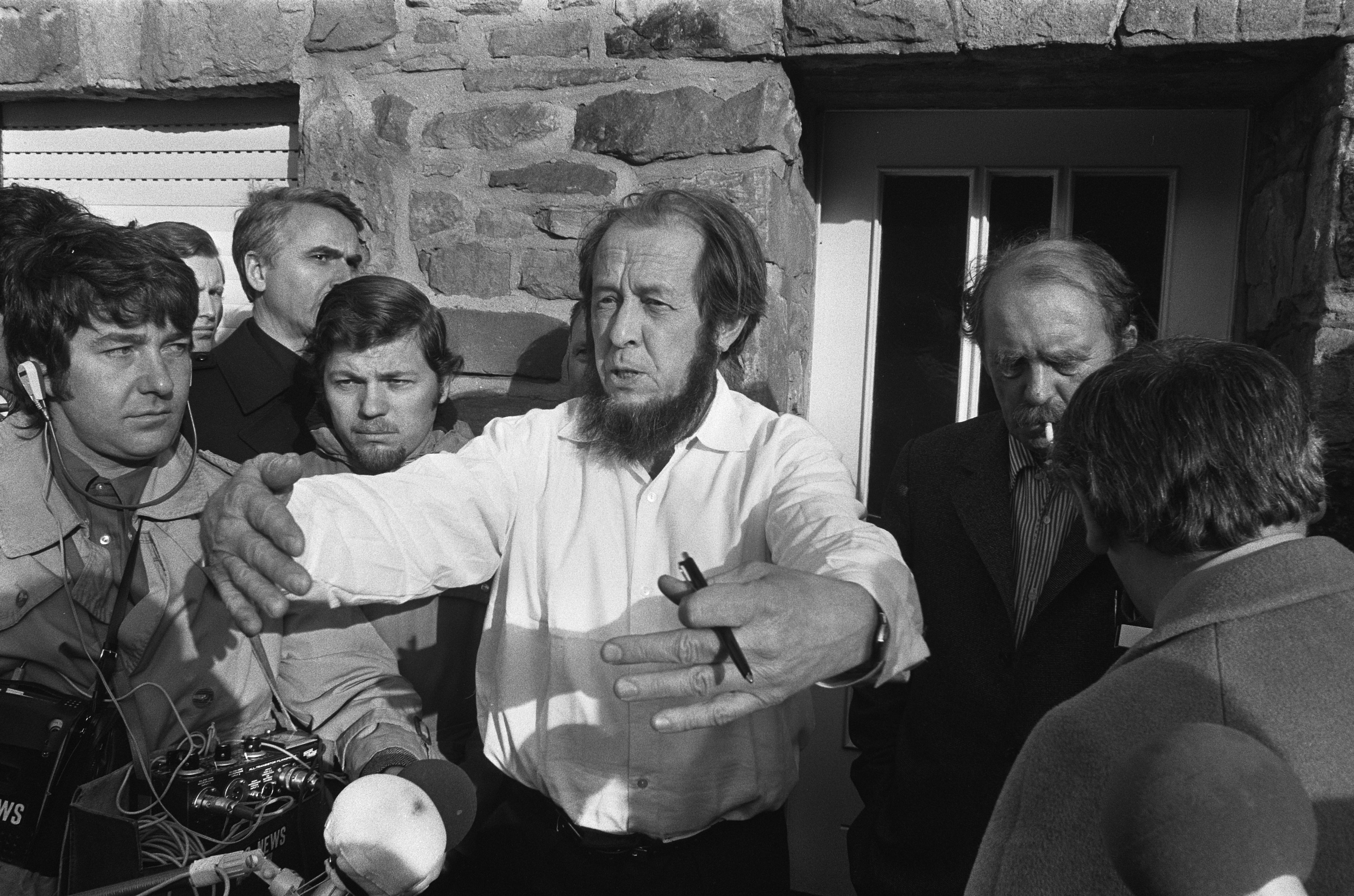
В доме Генриха Бёлля в Лангенбройхе (ФРГ), 14 февраля 1974 года

12 февраля Солженицын был арестован, обвинён в измене Родине и лишён советского гражданства. 13 февраля он был выслан из СССР (доставлен в ФРГ на самолёте).
14 февраля 1974 года был издан приказ начальника Главного управления по охране государственных тайн в печати при Совете министров СССР «Об изъятии из библиотек и книготорговой сети произведений Солженицына А. И.». В соответствии с этим приказом были уничтожены номера журналов «Новый мир»: № 11 за 1962 год (в нём был опубликован рассказ «Один день Ивана Денисовича»), № 1 за 1963 год (с рассказами «Матрёнин двор» и «Случай на станции Кречетовка»), № 7 за 1963 год (с рассказом «Для пользы дела») и № 1 за 1966 год (с рассказом «Захар-Калита»); «Роман-газета» № 1 за 1963 год и отдельные издания «Ивана Денисовича» (издательства «Советский писатель», Гослитиздат и Учпедгиз — издание для слепых, а также издания на литовском и эстонском языках). Изъятию подлежали также иностранные издания (в том числе журналы и газеты) с произведениями Солженицына. Издания уничтожались «разрезанием на мелкие части», о чём составлялся соответствующий акт, подписанный заведующим библиотекой и её сотрудниками, уничтожавшими журналы.
29 марта семья Солженицына покинула СССР. Архив и военные награды писателя помог тайно вывезти за рубеж помощник военного атташе США Уильям Одом. Вскоре после высылки Солженицын совершил короткое путешествие по Северной Европе, в результате принял решение временно поселиться в Цюрихе, Швейцария.
3 марта 1974 года в Париже было опубликовано «Письмо вождям Советского Союза»; ведущие западные издания и многие демократически настроенные диссиденты в СССР, включая Андрея Сахарова и Роя Медведева, оценили «Письмо» как антидемократическое, националистическое и содержащее «опасные заблуждения»; отношения Солженицына с западной прессой продолжали ухудшаться.
Летом 1974 года на гонорары от «Архипелага ГУЛАГ» создал «Русский общественный Фонд помощи преследуемым и их семьям» для помощи политическим заключённым в СССР (посылки и денежные переводы в места заключения, легальная и нелегальная материальная помощь семьям заключённых).
В 1974—1975 годах в Цюрихе собирал материалы о жизни Ленина в эмиграции (для эпопеи «Красное колесо»), окончил и издал мемуары «Бодался телёнок с дубом».
В апреле 1975 года совершил вместе с семьёй путешествие по Западной Европе, затем направился в Канаду и США. В июне — июле 1975 года Солженицын посетил Вашингтон и Нью-Йорк, выступил с речами на съезде профсоюзов и в Конгрессе США. В своих выступлениях Солженицын резко критиковал коммунистические режимы и коммунистическую идеологию, поддержал действия США во Вьетнаме, призывал США отказаться от сотрудничества с СССР и политики разрядки; при этом писатель ещё продолжал воспринимать Запад как союзника в освобождении России от «коммунистического тоталитаризма», хотя опасался, что в случае быстрого перехода к демократии в СССР могут обостриться межнациональные конфликты.
В августе 1975 года вернулся в Цюрих и продолжил работу над эпопеей «Красное колесо».
В феврале 1976 года совершил поездку по Великобритании и Франции, к этому времени в его выступлениях стали заметны антизападные мотивы. В марте 1976 года писатель посетил Испанию. В нашумевшем выступлении по испанскому телевидению он одобрительно высказался о недавнем режиме Франко и предостерёг Испанию от «слишком быстрого продвижения к демократии». В западной прессе усилилась критика Солженицына, некоторые ведущие европейские и американские политики заявляли о несогласии с его взглядами.
Вскоре после появления на Западе сблизился со старыми эмигрантскими организациями и издательством «ИМКА-Пресс», в котором занял главенствующее положение, не становясь при этом его формальным руководителем. Подвергся осторожной критике в эмигрантской среде за решение отстранить от руководства издательством эмигрантского общественного деятеля Морозова, руководившего издательством около 30 лет.
Идейные разногласия Солженицына с эмиграцией «третьей волны» (то есть уехавшими из СССР в 1970-е годы) и западными активистами холодной войны освещены в его мемуарах «Угодило зёрнышко промеж двух жерновов», а также в многочисленных эмигрантских публикациях.
В апреле 1976 года с семьёй переехал в США и поселился в городке Кавендише (штат Вермонт). После приезда писатель вернулся к работе над «Красным колесом», для чего провёл два месяца в русском эмигрантском архиве в Институте Гувера.
С представителями прессы и общественности общался редко, из-за чего его называли «вермонтским затворником» или «вермонтским отшельником». В своих редких выступлениях в печати подвергал критике как советские порядки, так и американскую действительность, вызывая со стороны американской прессы ответные обвинения в неблагодарности и неуживчивости с любым строем.

### Перед реэмиграцией
В годы перестройки официальное отношение в СССР к творчеству и деятельности Солженицына стало меняться. Были опубликованы некоторые его произведения, в частности в журнале «Новый мир» в 1989 году вышли отдельные главы «Архипелага ГУЛАГ». В 1990 году «Архипелаг ГУЛАГ» был издан в СССР большими тиражами. Так, тираж пятого тома «Малого собрания сочинений» Солженицына (1-я и 2-я части «Архипелага ГУЛАГ») был издан в 1990 году тиражом 3 млн экземпляров.
18 сентября 1990 года одновременно в «Литературной газете» и «Комсомольской правде» была опубликована статья Солженицына о путях возрождения страны, о разумных, на его взгляд, основах построения жизни народа и государства — «Как нам обустроить Россию?». Статья развивала давние мысли Солженицына, высказанные им ранее в «Письме вождям Советского Союза» и публицистических работах, в частности, включённых в сборник «Из-под глыб». Авторский гонорар за эту статью Солженицын перечислил в пользу жертв аварии на Чернобыльской АЭС. Статья вызвала большое количество откликов.
В 1990 году Солженицын был восстановлен в советском гражданстве с последующим прекращением уголовного дела по ст. 64 УК РСФСР, в декабре того же года удостоен Государственной премии РСФСР за «Архипелаг ГУЛАГ».
Согласно рассказу Вячеслава Костикова, во время первого официального визита Бориса Ельцина в США в 1992 году, сразу по приезде в Вашингтон Ельцин позвонил из гостиницы Солженицыну и имел с ним «длинный» разговор, в частности, о Курильских островах. «Мнение писателя оказалось неожиданным и для многих шокирующим: „Я изучил всю историю островов с XII века. Не наши это, Борис Николаевич, острова. Нужно отдать. Но дорого…“».
27—30 апреля 1992 года кинорежиссёр Станислав Говорухин посетил Солженицына в его доме в Вермонте и снял телевизионный фильм «Александр Солженицын» в двух частях.

### Снова в России

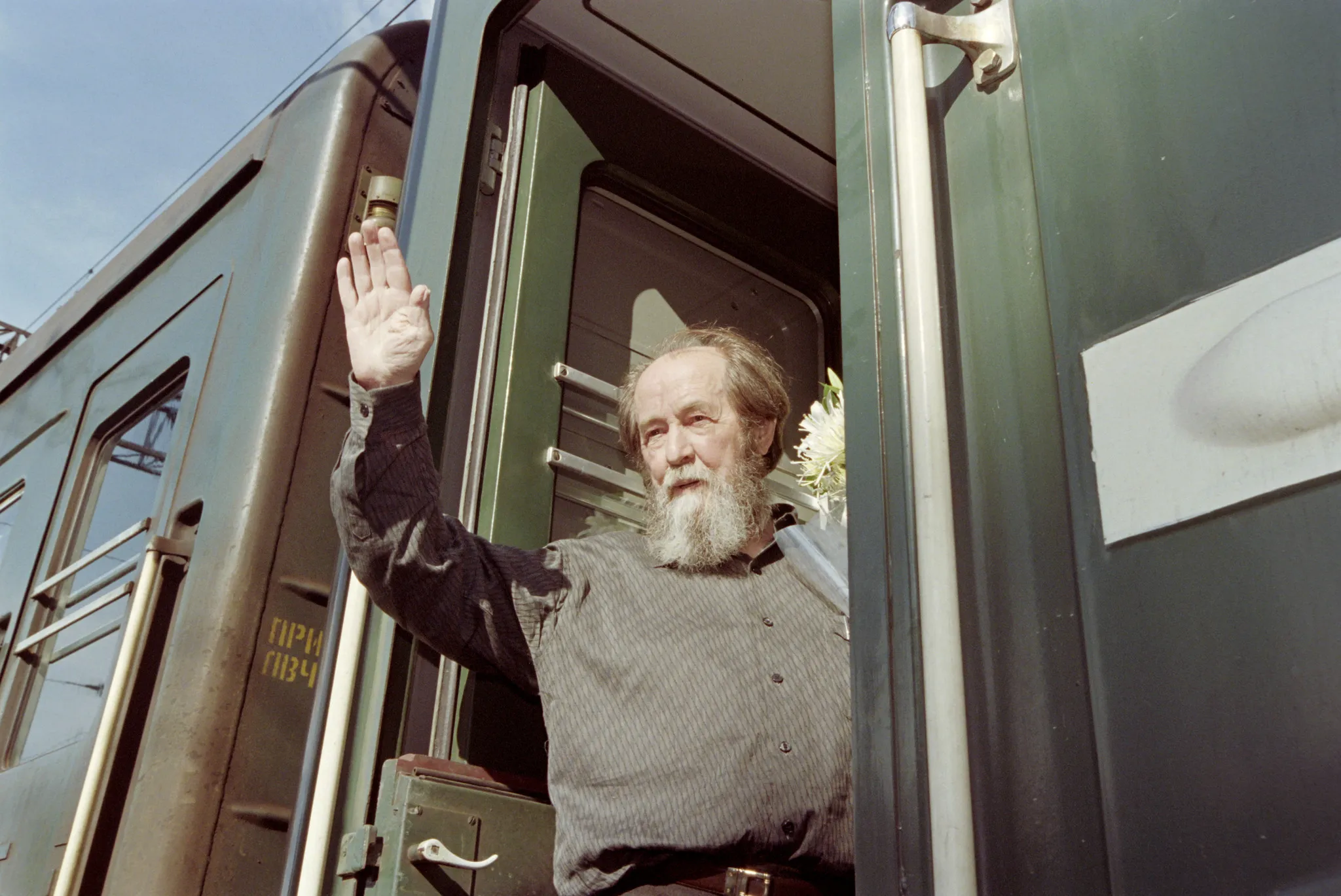
Солженицын на поезде, 1 июня 1994 года

Вместе с семьёй Солженицын вернулся на родину 27 мая 1994 года, прилетев из США в Магадан. После из Владивостока проехал на поезде через всю страну и закончил путешествие в столице. На Ярославском вокзале Москвы Солженицына встречали несколько тысяч граждан. Выступил в Государственной думе. Против Солженицына были демократы — фракция «Демократический выбор России» голосовала против выступления писателя в здании Государственной думы.

Выступление Солженицына в Государственной думе 16 ноября 1994 года

В марте 1993 года личным распоряжением президента Бориса Ельцина ему была подарена (на правах пожизненного наследуемого владения) часть государственной дачи «Сосновка-2» в Троице-Лыкове. Солженицыны спроектировали и построили там двухэтажный кирпичный дом с большим холлом, застеклённой галереей, гостиной с камином, концертным роялем и библиотекой, где висят портреты Петра Столыпина и Александра Колчака. Московская квартира Солженицына находилась в Козицком переулке.
Весной 1996 года «Комсомольская правда» опубликовала интервью с Солженицыным, в котором писатель потребовал объединения Казахстана с Россией и призвал местных русских к борьбе с властями Казахстана, после чего власти Казахстана запретили продажу «Комсомольской правды» в Казахстане и разрешили её продажу только после письменного извинения редакции.
29 мая 1997 года был избран действительным членом Российской академии наук по Отделению литературы и языка (языкознание).
В 1998 году был награждён орденом Святого апостола Андрея Первозванного, однако от награды отказался: «От верховной власти, доведшей Россию до нынешнего гибельного состояния, я принять награду не могу» (о чём предупреждал администрацию заранее). В том же году издал объёмное историко-публицистическое сочинение «Россия в обвале», содержащее размышления об изменениях, произошедших в России в 1990-х годах, и о положении страны, в котором резко осудил реформы (в частности, приватизацию), проведённые правительством Ельцина — Гайдара — Чубайса, и действия российских властей в Чечне.
Награждён Большой золотой медалью имени М. В. Ломоносова РАН «за выдающийся вклад в развитие русской литературы, русского языка и российской истории» (1998).
Последние годы жизни провёл в Москве и на подмосковной даче. В 2000 году опубликовал двухтомную «книгу-расследование» «Двести лет вместе» о «еврейском вопросе» в России, неоднозначно воспринятую публикой. В конце 2002 года перенёс тяжёлый гипертонический криз, в последние годы жизни тяжело болел, но продолжал писать. Вместе с женой Наталией Дмитриевной — президентом Фонда Александра Солженицына — работал над подготовкой и изданием своего самого полного, 30-томного собрания сочинений. После перенесённой им в 2004 году тяжёлой операции у него действовала только правая рука.
В апреле 2006 года, отвечая на вопросы газеты «Московские новости», Солженицын заявил:
НАТО методически и настойчиво развивает свой военный аппарат — на Восток Европы и в континентальный охват России с Юга. Тут и открытая материальная и идеологическая поддержка «цветных» революций, и парадоксальное внедрение Северо-атлантических интересов в Центральную Азию. Всё это не оставляет сомнений, что готовится полное окружение России, а затем потеря ею суверенитета.
Награждён Государственной премией Российской Федерации за выдающиеся достижения в области гуманитарной деятельности (2007). 12 июня 2007 года президент Владимир Путин посетил Солженицына и поздравил его с присуждением Государственной премии.

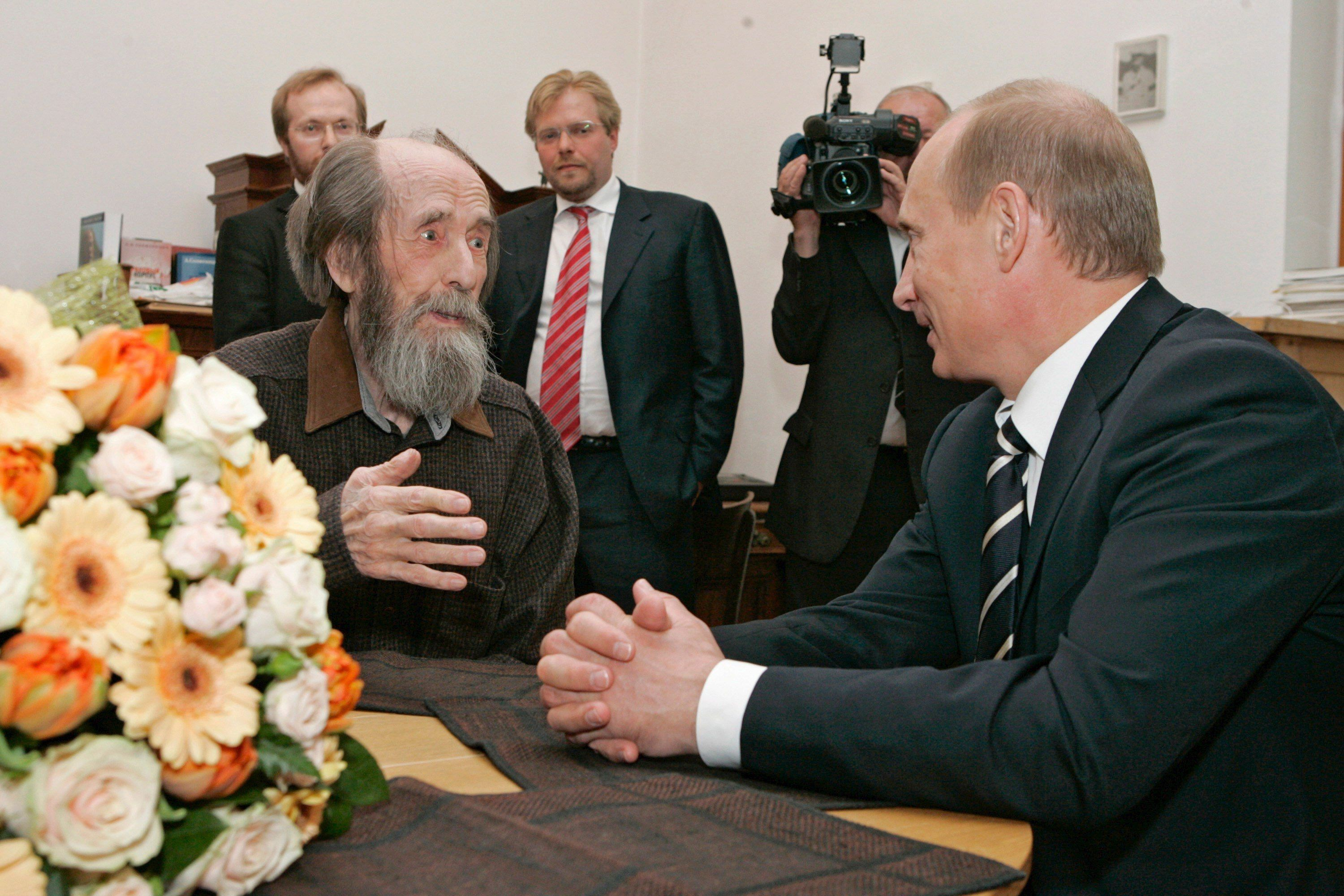
Владимир Путин у Солженицына

Вскоре после возвращения автора в страну была учреждена литературная премия его имени для награждения писателей, «чьё творчество обладает высокими художественными достоинствами, способствует самопознанию России, вносит значительный вклад в сохранение и бережное развитие традиций отечественной литературы».

### Смерть и похороны

Памятник на могиле Солженицына в некрополе Донского монастыря

Александр Исаевич Солженицын скончался 3 августа 2008 года на 90-м году жизни в своём доме в Троице-Лыкове.
Смерть наступила в 23:45 по московскому времени от острой сердечной недостаточности.

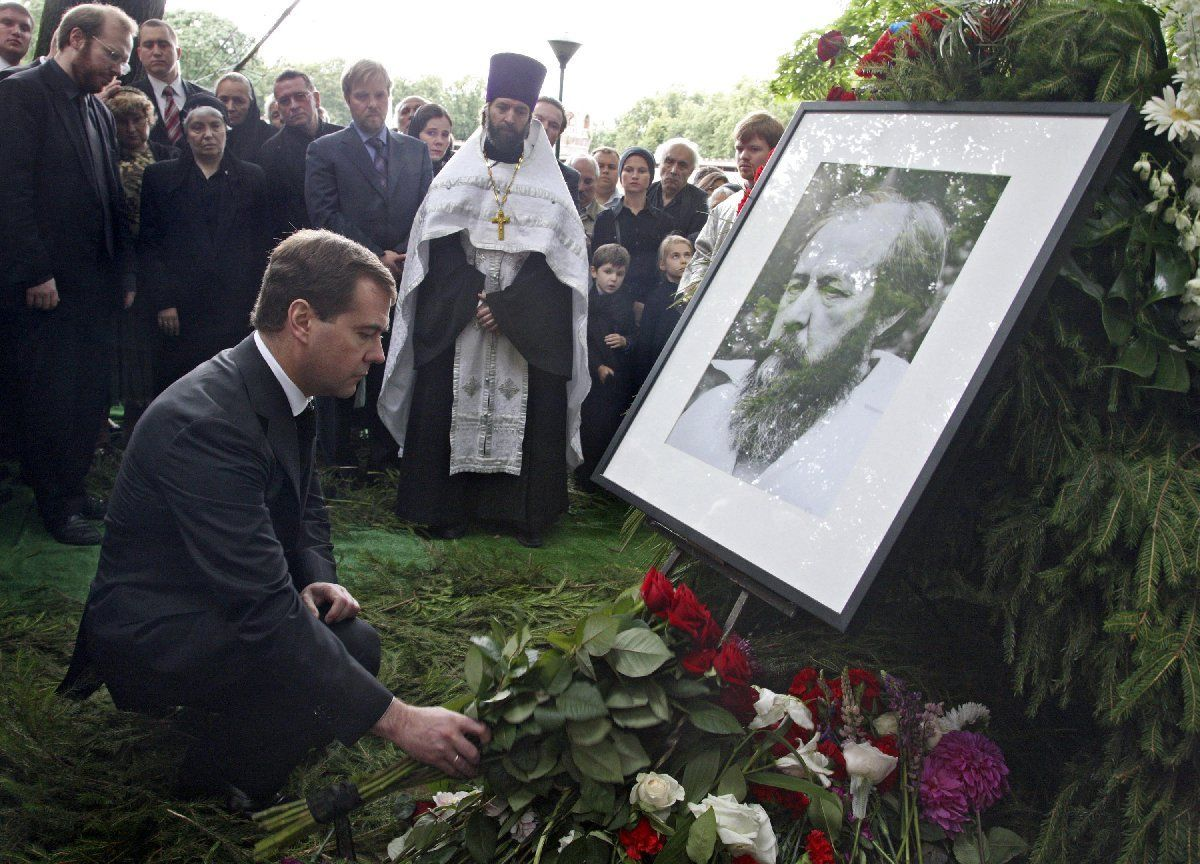
Президент России Дмитрий Медведев у могилы Солженицына, 6 августа 2008 года

5 августа в здании Российской академии наук, действительным членом которой являлся Солженицын, состоялись гражданская панихида и прощание с покойным. На этой траурной церемонии присутствовали бывший президент СССР Михаил Горбачёв, председатель Правительства России Владимир Путин, президент РАН Юрий Осипов, ректор МГУ Виктор Садовничий, бывший председатель Правительства России Евгений Примаков, деятели российской культуры и несколько тысяч граждан.
Заупокойную литургию и отпевание 6 августа 2008 года в Большом соборе московского Донского монастыря совершил архиепископ Орехово-Зуевский Алексий (Фролов). В тот же день тело Александра Солженицына было предано земле с воинскими почестями (как ветерана войны) в некрополе Донского монастыря за алтарём храма Иоанна Лествичника, рядом с могилой Василия Ключевского. Президент России Дмитрий Медведев возвратился в Москву из краткого отпуска, чтобы присутствовать на заупокойной службе.
3 августа 2010 года, во вторую годовщину со дня кончины, на могиле Александра Солженицына установлен памятник — мраморный крест, созданный по проекту скульптора Дмитрия Шаховского.

## Семья, дети
- Жёны:
  - Наталья Алексеевна Решетовская (1919—2003[59][60]; в браке с Солженицыным с 27 апреля 1940 года до 1952, повторно с 1957 до (формально) 1972 года[61]), автор пяти мемуарных книг о своём муже, в том числе «Александр Солженицын и читающая Россия» (1990), «Разрыв» (1992) и др.
  - Наталия Дмитриевна Солженицына (Светлова) (р. 1939) (с 20 апреля 1973 года[62]).

Ермолай Солженицын, старший партнёр компании McKinsey, 2018

- Сыновья от второго брака: Ермолай (род. 1970; в 2018 году — старший партнёр московского офиса компании МcKinsey Сompany CIS), Игнат (род. 1972), Степан (род. 1973; с мая 2020 года по 2022 год — генеральный директор «Сибирской угольной энергетической компании»). Ермолай и Степан живут и работают в России (перу Ермолая принадлежит очерк о Тайване[63]), Игнат — пианист и дирижёр, профессор Филадельфийской консерватории.
- Пасынок — сын Натальи Солженицыной от первого брака Дмитрий Тюрин (1962—1994, умер и похоронен в США).[источник не указан 270 дней]
- Внуки: Иван, Филипп, Всеволод, Макар, Андрей, Дмитрий, Анна, Екатерина, Татьяна (дочь приёмного сына Дмитрия Тюрина).[источник не указан 270 дней]

## Творчество
Солженицын получил мировую известность в 1960-е — 1970-е годы за свои разоблачения советского ГУЛАГа в романах «Один день Ивана Денисовича» (1962), «В круге первом» и «Архипелаг ГУЛАГ». В этот период противостояние Солженицына с советской властью сделало его лидером среди диссидентов. В отличие от другого известного диссидента, физика Андрея Сахарова, он видел будущее России не в демократии западного образца, а в возвращении к её православным и культурным традициям. Его второй главной темой как писателя стал путь России к большевизму. В нескольких романах, составляющих цикл «Красное колесо», описывающих события начиная с августа 1914 года, он указал на имевшие место с его точки зрения фатальные ошибки, допущенные как российским государством, так и российским обществом во время Первой мировой войны и революционного 1917 года.
Творчество Солженицына отличает постановка масштабных эпических задач, демонстрация исторических событий глазами нескольких персонажей разного социального уровня, находящихся по разные стороны баррикад. Для его стиля характерны библейские аллюзии, ассоциации с классическим эпосом (Данте, Гёте), символичность композиции, не всегда выражена авторская позиция (подаётся столкновение разных точек зрения). Отличительной особенностью его произведений является документальность; большинство персонажей имеет реальные прототипы, лично знакомые писателю. «Жизнь для него более символична и многосмысленна, нежели литературный вымысел». Для романа «Красное колесо» характерно активное привлечение чисто документального жанра (репортажа, стенограммы), использование приёмов модернистской поэтики (сам Солженицын признавал влияние на него Дос Пассоса); в общей художественной философии заметно воздействие Льва Толстого.
Для Солженицына, как в художественной прозе, так и в эссеистике, характерно внимание к богатствам русского языка, использование редких слов из словаря Даля (анализом которого он начал заниматься в молодости), русских писателей и повседневного опыта, замена ими слов иностранных; эта работа увенчалась отдельно изданным «Русским словарём языкового расширения».

## Положительные оценки
Корней Чуковский назвал во внутренней рецензии «Ивана Денисовича» «литературным чудом»: «С этим рассказом в литературу вошёл очень сильный, оригинальный и зрелый писатель»:501; «чудесное изображение лагерной жизни при Сталине»:310.
Анна Ахматова высоко оценила «Матрёнин двор», отметив символику произведения («Это пострашнее „Ивана Денисовича“… Там можно всё на культ личности спихнуть, а тут… Ведь это у него не Матрёна, а вся русская деревня под паровоз попала и вдребезги…»), образность отдельных деталей.
Андрей Тарковский в 1970 году в своём дневнике отмечал: «Он хороший писатель. И прежде всего — гражданин. Несколько озлоблен, что вполне понятно, если судить о нём как о человеке, и что труднее понять, считая его в первую очередь писателем. Но личность его — героическая. Благородная и стоическая».
В заявлении против исключения Солженицына из Союза писателей, подписанном французскими коммунистами Жаном-Полем Сартром и Луи Арагоном, лауреатом двух советских орденов, Солженицын назван «лучшим продолжателем великой русской традиции». В 1971 году Арагон назвал Солженицына «великим писателем» и противопоставил Шолохову.
Председатель Комитета свободы совести священник Апостольской православной церкви Глеб Якунин считал, что Солженицын был «великим писателем — высокого уровня не только с художественной точки зрения», а также сумел «Архипелагом ГУЛАГ» развеять веру в коммунистическую утопию на Западе.
Биографу Солженицына Людмиле Сараскиной принадлежит такая общая характеристика её героя: «Он много раз подчёркивал: „Я не диссидент“. Он писатель — и никем иным никогда себя не чувствовал… никакую партию он бы не возглавил, никакого поста не принял, хотя его ждали и звали. Но Солженицын, как это ни странно, силён, когда он один в поле воин. Он это доказал многократно».
Литературный критик Лев Аннинский считал, что Солженицын сыграл историческую роль как «пророк», «политический практик», разрушивший систему, который нёс в глазах общества ответственность за негативные последствия своей деятельности, от которых сам «пришёл в ужас».
Валентин Распутин считал, что Солженицын — «и в литературе, и в общественной жизни… одна из самых могучих фигур за всю историю России», «великий нравственник, справедливец, талант».
Владимир Путин сказал, что при всех встречах с Солженицыным он «каждый раз был поражён, насколько Солженицын — органичный и убеждённый государственник. Он мог выступать против существующего режима, быть несогласным с властью, но государство было для него константой».

## Критика
Критика Солженицына с 1962 года, когда был опубликован «Один день Ивана Денисовича», составляет довольно сложную картину; часто бывшие союзники спустя 10—20 лет обрушивались на него с резкими обвинениями. Можно выделить две неравные части — объёмную критику литературного творчества и общественно-политических взглядов (представители почти всего общественного спектра, в России и за рубежом) и спорадические обсуждения отдельных «спорных» моментов его биографии.
В 1960-е — 1970-е годы в СССР проводилась кампания против Солженицына, с разного рода обвинениями в адрес Солженицына — «клеветника» и «литературного власовца» — выступали, в частности, Михаил Шолохов, Дин Рид, Степан Щипачёв (автор статьи в «Литературной газете», озаглавленной «Конец литературного власовца»).
В СССР в диссидентских кругах в 1960-е — начале 1970-х годов критика Солженицына приравнивалась если не к сотрудничеству с КГБ, то к предательству идей свободы. Владимир Максимов вспоминал:

 Я принадлежал к среде, которая окружала его и Андрея Сахарова (…) Его позиция в те поры представлялась всем нам абсолютно правильной и единственно возможной. Любая критика в его адрес, официальная или частная, воспринималась нами как плевок в лицо или удар в спину.
Впоследствии (сам Солженицын датировал потерю им «слитной поддержки общества» периодом между выходом «Августа Четырнадцатого» в июне 1971 года и распространением в Самиздате «Великопостного письма патриарху Пимену» весной 1972 года) критика в его адрес стала исходить также и со стороны советских инакомыслящих (как либерального толка, так и крайне консервативного).
В 1974 году Андрей Сахаров критически отозвался о взглядах Солженицына, не соглашаясь с предложенным авторитарным вариантом перехода от коммунизма (в противовес демократическому пути развития), «религиозно-патриархальным романтизмом» и переоценкой идеологического фактора в тогдашних условиях. Сахаров сопоставлял идеалы Солженицына с официальной советской идеологией, в том числе сталинского времени, и предупреждал о связанных с ними опасностях. Григорий Померанц, признавая, что в России для многих путь к христианству начался с чтения «Матрёниного двора», в целом не разделял взгляды Солженицына на коммунизм как на абсолютное зло и указывал на российские корни большевизма, а также указывал на опасности антикоммунизма как «захлёба борьбы». Друг Солженицына по заключению в «шарашке» Лев Копелев в эмиграции несколько раз публично критиковал взгляды Солженицына, а в 1985 году суммировал свои претензии в письме, где обвинял Солженицына в духовном расколе эмиграции и в нетерпимости к инакомыслию. Известна резкая заочная полемика Солженицына и Андрея Синявского, многократно атаковавшего его в эмигрантском журнале «Синтаксис».
Рой Медведев критиковал Солженицына, указывая, что «его юный правоверный марксизм не выдержал испытаний лагерем, сделав его антикоммунистом. Нельзя оправдывать себя и свою нестойкость очернением „коммунистов в лагерях“, изображая их твердолобыми ортодоксами или предателями, искажая при этом истину. Недостойно христианина, каковым себя считает Солженицын, злорадствовать и глумиться по поводу расстрелянных в 1937—1938 годах большевиков, рассматривая это как возмездие за „красный террор“. И уж совсем недопустимо прослаивать книгу „незначительным по количеству, но внушительным по составу элементом тенденциозной неправды“». Медведев критиковал также «Письмо вождям», назвав его «разочаровывающим документом», «нереальной и некомпетентной утопией», указав, что «Солженицын совершенно не знает марксизма, приписывая учению различную чепуху», и что «при техническом превосходстве СССР предсказываемая война со стороны Китая была бы самоубийством».
Варлам Шаламов первоначально отнёсся к творческой работе Солженицына с вниманием и интересом, однако уже в письме об «Одном дне Ивана Денисовича» вместе с похвалой он высказал ряд критических замечаний. Позже он полностью разочаровался в Солженицыне и писал уже в 1971 году:

Деятельность Солженицына — это деятельность дельца, направленная узко на личные успехи со всеми провокационными аксессуарами подобной деятельности.

Ричард Пайпс писал о его политических и историософских взглядах, критикуя Солженицына за идеализацию царской России и приписывание Западу ответственности за коммунизм.
Критики указывают на противоречия между приводимыми Солженицыным оценками числа репрессированных и архивными данными, которые стали доступны в период перестройки (например, на оценки числа депортированных в ходе коллективизации — более 15 млн), критикуют Солженицына за оправдание сотрудничества советских военнопленных с немцами во время Великой Отечественной войны.
Исследование Солженицыным истории взаимоотношений еврейского и русского народов в книге «Двести лет вместе» вызвало критику со стороны ряда публицистов, историков и писателей.
Владимир Бушин, в середине 1960-х годов опубликовавший в центральной прессе СССР ряд хвалебных статей о творчестве Солженицына, позднее резко критиковал его творчество и деятельность в книге «Гений первого плевка».
В середине 1990-х годов писатели Светлана Шишкова-Шипунова, Лидия Чуковская и Игорь Бунич упрекали Солженицына за отсутствие внятного публичного осуждения Первой чеченской войны, считая такое «молчание» не подобающим его моральному облику.
По мнению Зиновия Зиника, «находясь на Западе, Солженицын так и не понял, что политические идеи не обладают духовной ценностью вне их практического приложения. На практике же его взгляды на патриотизм, нравственность и религию привлекли наиболее реакционную часть российского общества».
Сатира на Солженицына содержится в романе Владимира Войновича «Москва 2042» (сам Войнович, впрочем, отрицал, что герой его книги Сим Симыч Карнавалов — это портрет Солженицына, подчёркивая, что это не более чем карикатура на него и сатирическая пародия на его культ) и в поэме Юрия Кузнецова «Путь Христа». Войнович, кроме того, написал публицистическую книгу «Портрет на фоне мифа», в которой критически оценил творчество Солженицына и его роль в духовной истории страны.
Джон-Пол Химка считает, что взгляды Солженицына на происхождение и идентичность украинского народа, выраженные в книге «Как нам обустроить Россию?», идентичны русским националистическим воззрениям рубежа XIX—XX веков.
Лидер КПРФ Геннадий Зюганов отметил, «что в оценке советской эпохи он был [Солженицын] крайне тенденциозен и односторонен. Естественно, на эти оценки наслаивалась и его личная трагедия. Но на жизнь и подвиги всего народа, на созидательный потенциал всей великой страны нельзя переносить свои личные беды и невзгоды».
Доктор исторических наук Георгий Чернявский отметил, что Солженицын «хороший писатель», но «историк очень плохой».
Вопрос об антисемитизме в работах Солженицына обсуждался в 1970-е годы, причём советские еврейские эмигранты и западные критики занимали позиции по обе стороны вопроса. Полемика была отчасти подогрета документальным романом «Ленин в Цюрихе» (главы из «Красного колеса»), в котором автор описал марксистского революционера Александра Гельфанда (Парвуса) как злобного, физически отталкивающего человека, посвятившую себя падению России. Не менее спорным был раздел в «Августе Четырнадцатого», посвящённый убийству премьер-министра Петра Столыпина в 1911 году двойным агентом Дмитрием Богровым, описанный при помощи нескольких традиционных антиеврейских стереотипов. Хотя убийца происходил из ассимилированной семьи, связанной как с лютеранством, так и с русским православием, Солженицын приписывал его мотивацию глубоко укоренившемуся желанию устранить политическую фигуру, чьи действия мешали «невероятно талантливому» еврейскому народу раскрыть свой полный потенциал — утверждение, для которого нет надёжных доказательств.
После выхода в 2001 и 2002 году двухчастной книги «Двести лет вместе (1795—1995)» споры о позиции Солженицына по еврейскому вопросу вспыхнули снова. Эту крупную работу, охватывающую историю отношений между русским и еврейским народами, автор предваряет призывом к взаимопониманию и признанию обид, причинённых друг другу; он выражает надежду, что его исследование послужит делу этого примирения. Солженицын, какими бы благими ни были его намерения, включил историю российских евреев в общую историософскую концепцию причин трагедии современной России, при этом часто искажая исторические записи. В первой части он утверждал, что положение еврейской общины при царизме часто было намного лучше, чем утверждают многие историки, что сопротивление руководства еврейских общин свело на нет многие попытки правительства улучшить положение евреев, и что, какими бы ни были недостатки официальной политики, либеральные и радикальные евреи совершили ошибку исторического масштаба, когда активно способствовали краху российского государства. Во второй части Солженицын показал, как российские евреи в непропорционально большой степени участвовали как в Февральской, так и в Октябрьской революциях 1917 года. Он осудил их активную поддержку революций и извлечение выгоды из советского режима в 1920-е и 1930-е годы. Затем он проследил судьбу советских евреев во время Второй мировой войны и Холокоста, а также антисемитской кампании Сталина, «борьбы с сионизмом» при его преемниках и последовавшей за этим борьбы за свободу эмиграции.
Несмотря на некоторые в целом благоприятные отзывы о первой части книги, работа подверглась широкой критике как в России, так и на Западе. Большинство научных откликов касались этой части, хотя некоторые из поднятых вопросов применимы и ко второй. Рецензенты подвергли сомнению опору Солженицына на несколько в значительной степени устаревших источников, указывали на избирательное и часто неправильное обращение с цитатами; работа не использовала русские источники, которые не соответствуют исторической интерпретации автора, а также многие важные западные исследования по этой теме. Они отмечали готовность автора оправдать царское правительство за антиеврейские эксцессы и возложить ответственность на других, включая самих евреев. Они осудили принятие Солженицыным антиеврейских стереотипов: в работе евреи представлены как сами ничего не производящие эксплуататорские разрушительные силы и заговорщики. В результате этих и других проблем, по словам историка Йоханана Петровского-Штерна, книга Солженицына станет «шедевром русской антисемитики». Книга включает некоторые антисемитские идеи неославянофилов, хотя подход автора является более искусным и квалифицированным.
В эссе «Жить не по лжи!» Солженицын призывал говорить правду и не участвовать в «лжи» режима. На этой основе было создано слово «неполживый», применяемое к российским сторонникам либерализма.

### Обвинения в осведомительстве
Начиная с 1976 года западногерманский литератор и криминолог Франк Арнау обвинял Солженицына в лагерном «стукачестве», ссылаясь на копию автографа так называемого «доноса Ветрова» от 20 января 1952 года. Поводом для обвинений стало описание самим Солженицыным в главе 12 второго тома «Архипелага ГУЛАГ» процесса вербовки его сотрудниками НКВД в осведомители (под псевдонимом «Ветров»). Солженицын там же подчёркивал, что будучи формально завербованным, не написал ни одного доноса. Даже чехословацкий журналист Томаш Ржезач, написавший по заказу 5-го управления КГБ книгу «Спираль измены Солженицына», не счёл возможным использовать этот «документ», добытый Арнау. Солженицын предоставил западной прессе образцы своего почерка для проведения почерковедческой экспертизы, но Арнау от проведения экспертизы уклонился. В свою очередь — Арнау и Ржезач обвинялись в контактах со Штази и КГБ, Пятое управление которого в рамках операции «Паук» пыталось дискредитировать Солженицына.
В 1998 году журналист Олег Давыдов выдвинул версию о «самодоносе», в котором Солженицын, кроме себя, обвинил четырёх человек, один из которых, Николай Виткевич, был осуждён на десять лет. Солженицын опроверг эти обвинения.
Леонид Самутин считал изложенную Солженицыным историю о том, как он сначала дал оперуполномоченному завербовать себя, а потом без всяких последствий уклонился от сотрудничества, совершенно недостоверной: «Этот рассказ, конечно, рассчитан на людей совершенно несведущих — таких большинство среди читателей, и с годами их число все будет увеличиваться. Но мы, обломанные лагерями старые зеки, твёрдо знаем — такое было невозможно! Нельзя поверить, чтобы, дав подписку стучать, от опера можно было так легко отделаться! Да ещё как отделаться? Переводом на привилегированное положение в особый, да ещё и сверхсекретный лагерь! Кому он это рассказывает? Заявляю: подобная нелепость была совершенно невозможна, она находится в вопиющем противоречии с незыблемым лагерным законом — зеку не спускается даром ничего, никакое малое нарушение. Как же могло пройти ненаказанным такое ужасное преступление, как вероломство с подпиской на стукачество! Да какой же опер мог подобное допустить в своей работе?».

## Награды и премии

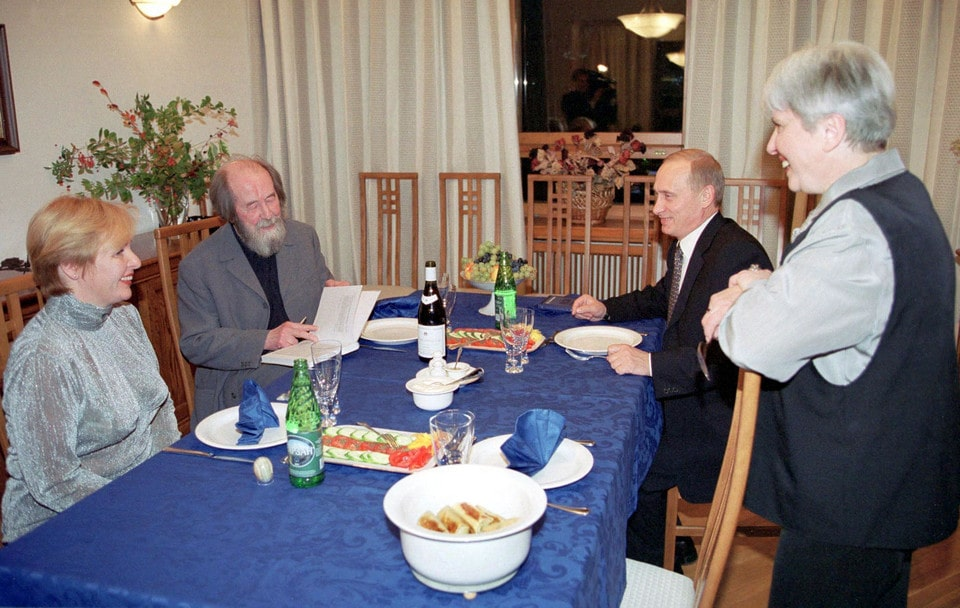
Владимир и Людмила Путины в гостях у писателя Александра Солженицына и Натальи Солженицыной, 2000

- 15 августа 1943 года — орден Отечественной войны II степени[9]:234
- 12 июля 1944 года — орден Красной Звезды[9]:253
- 1957 год — медаль «За победу над Германией в Великой Отечественной войне 1941—1945 гг.»[9]:264
- 1958 год — медаль «За взятие Кёнигсберга»[9]:264[110]
- 1969 год (зима 1968-69) — награждён Премией французских журналистов за лучшую иностранную книгу.
- 1970 год — Нобелевская премия по литературе «за нравственную силу, с которой он следовал непреложным традициям русской литературы»[111] (предложено Франсуа Мориаком; по другим данным — Яковом Малкиелем[2]). Получил диплом и денежную часть премии 10 декабря 1974 года, после высылки из СССР.
- 31 мая 1974 года — вручение премии Союза итальянских журналистов «Золотое клише».
- декабрь 1975 года — французский журнал «Le Point» объявил Солженицына «человеком года».
- 1983 год — Темплтоновская премия за успехи в исследовании или открытия в духовной жизни
- 20 сентября 1990 года — присвоено звание Почётного гражданина города Рязани.
- декабрь 1990 года — Государственная премия РСФСР в области литературы — за «Архипелаг ГУЛАГ»
- Весной 1995 года вручена Литературная премия имени итальянского писателя-сатирика Виталиано Бранкати[итал.]
- 1998 год — Большая золотая медаль имени М. В. Ломоносова — «за выдающийся вклад в развитие русской литературы, русского языка и российской истории» (вручена 2 июня 1999 года)
- 1998 год — Орден Святого апостола Андрея Первозванного — за выдающиеся заслуги перед Отечеством и большой вклад в мировую литературу[112] От награды отказался («…от верховной власти, доведшей Россию до нынешнего гибельного состояния, я принять награду не могу»[113]).
- 1998 год — от имени РПЦ писатель награждён орденом Святого благоверного князя Даниила Московского I степени.
- 13 декабря 2000 года — награждён Большой премией Французской академии моральных и политических наук (Института Франции)[114]
- 2003 год — Почётный доктор МГУ имени М. В. Ломоносова[115]
- 2004 год — орден Святого Саввы Сербского 1-й степени (высшая награда Сербской православной церкви); вручена 16 ноября 2004 года
- 2004 год — лауреат национальной премии «Россиянин года» в номинации «Духовный лидер»[116]
- 2006 год — Государственная премия Российской Федерации — «за выдающиеся достижения в области гуманитарной деятельности»[117].
- 2007 год — Премия Фонда «Живко и Милица Топалович» (Сербия) (вручена 7 марта 2008 года): «великому писателю и гуманисту, чья христианская правдивость дарит нам храбрость и утешение».
- 2008 год — Международная премия имени Христо Ботева (Болгария) «за творчество и гражданскую позицию в защите нравственных и этических принципов цивилизации»[118]
- 2008 год — Большой крест ордена Звезды Румынии (посмертно)[119]
- 2010 год — премия «Информационный лидер двадцатилетия» (1994) «Эхо Москвы»
- Командор ордена искусств и литературы (Франция)[120][121]
- Почётный гражданин города Кисловодска[122]

## Увековечение памяти

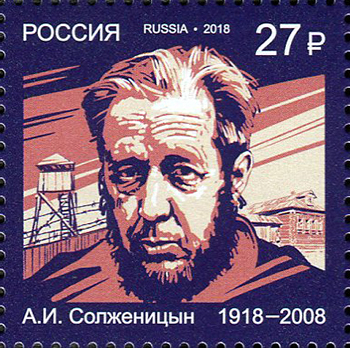
Юбилейная почтовая марка России «Лауреат Нобелевской премии. А. И. Солженицын (1918—2008), писатель»

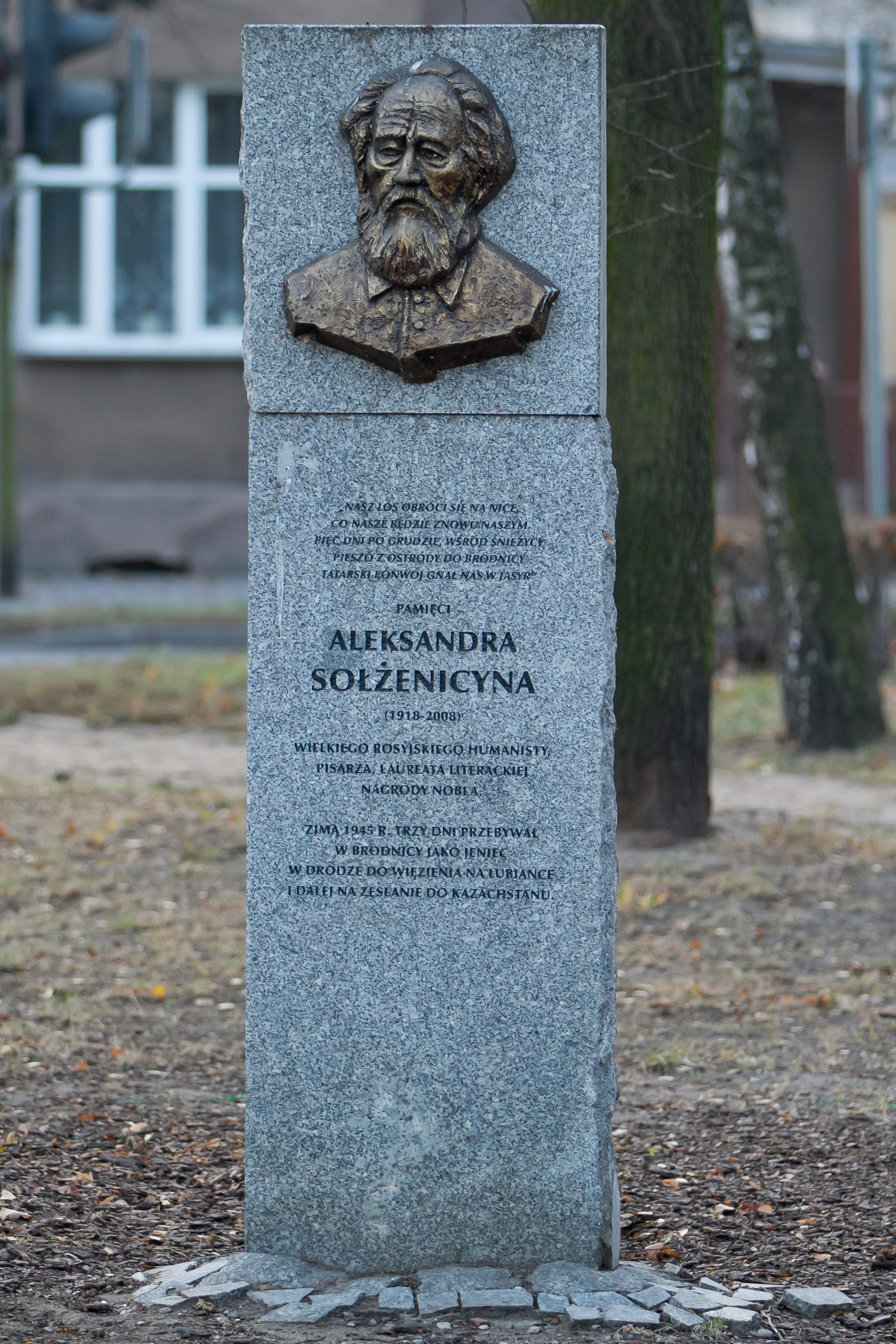
В польской Броднице установлен памятный знак с надписью о том, что зимой 1945 года Солженицын находился здесь три дня в качестве заключённого, ожидая отправки в Москву на Лубянку

11 декабря 2011 года, к 93-й годовщине со дня рождения А. Солженицына, в Ростове-на-Дону на здании экономического и юридического факультетов Южного федерального университета (ЮФУ) был установлен бронзовый барельеф писателя (скульптор Дмитрий Лындин). Барельеф изготовлен на общественные пожертвования по инициативе и при поддержке Министерства культуры Ростовской области, администрации Ростова-на-Дону, руководства ЮФУ

Памятник Александру Солженицыну во Владивостоке

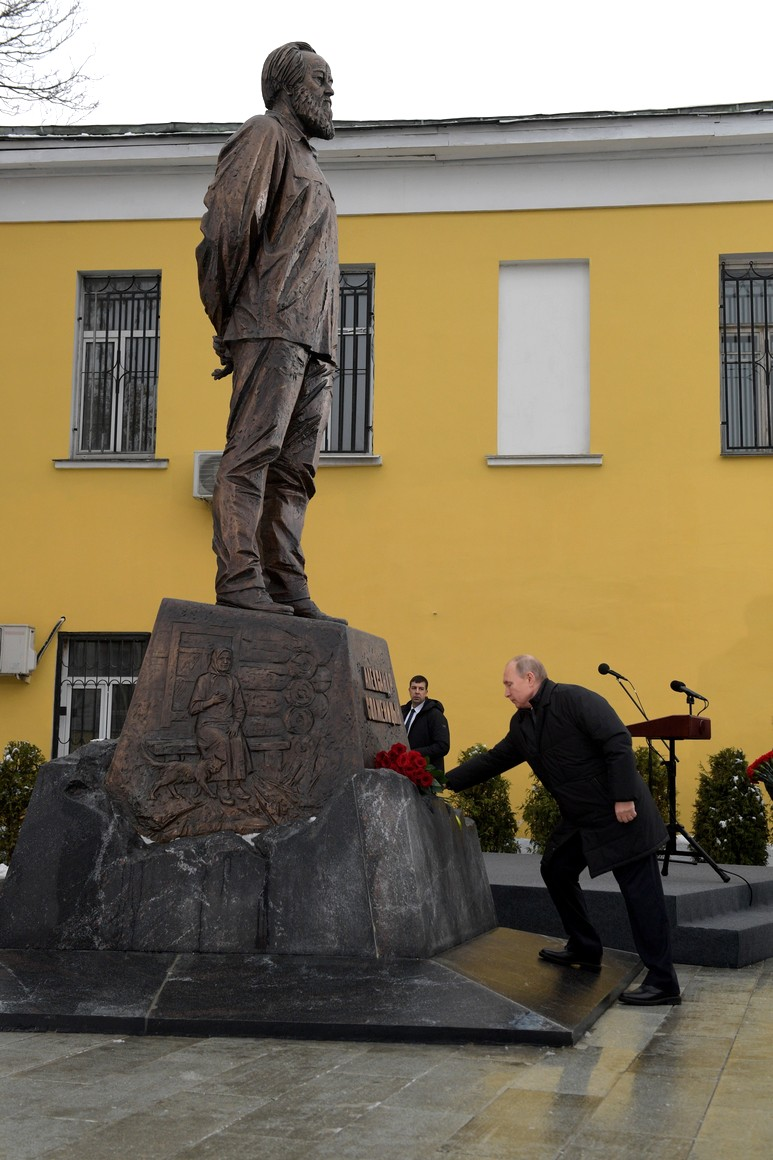
Президент России Владимир Путин на открытии памятника Солженицыну в Москве. 11 декабря 2018 года

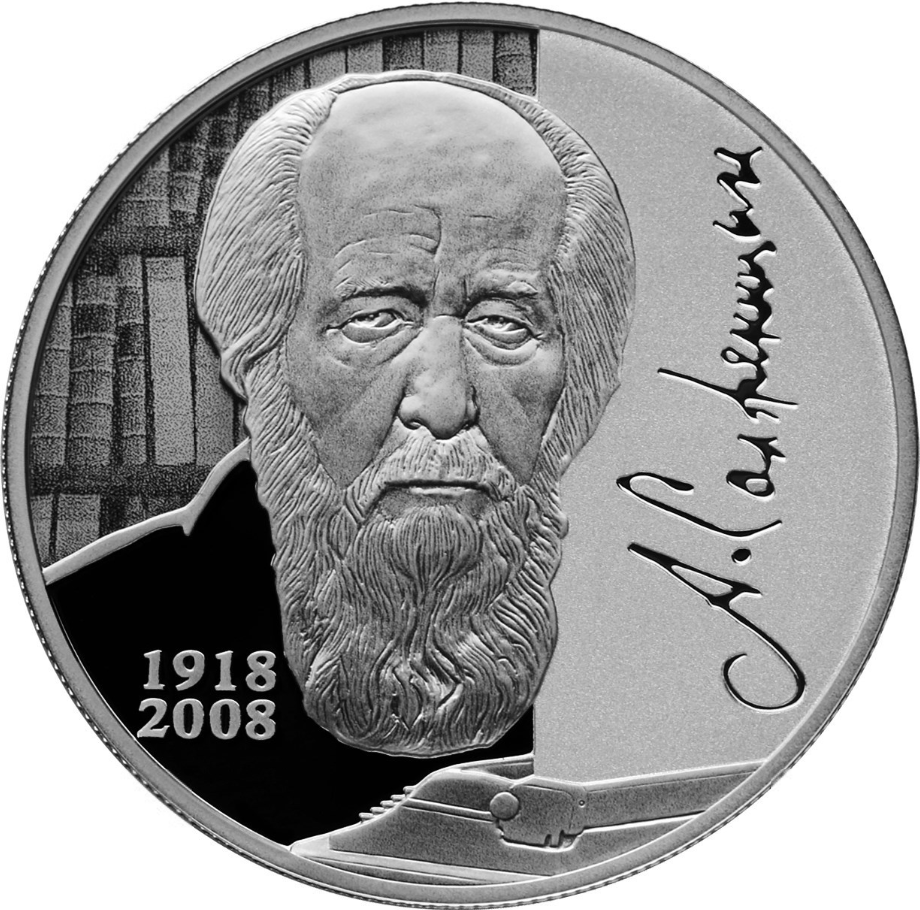
Памятная серебряная монета номиналом 2 рубля 2018 года

20 сентября 1990 года рязанский городской Совет присвоил Солженицыну звание почётного гражданина города Рязани. Мемориальные доски, увековечивающие работу писателя в городе, установлены на здании городской школы № 2 и жилом доме № 17 на улице Урицкого.
В июне 2003 года в главном корпусе Рязанского колледжа электроники открылся музей, посвящённый писателю (третий после «Станционного смотрителя» и «Анны Снегиной» в России музей, посвящённый литературному произведению).
В 2003 году в Черноморском размещена мемориальная доска на доме Зубовых.
В день похорон президент России Дмитрий Медведев подписал указ «Об увековечении памяти А. И. Солженицына», согласно которому с 2009 года учреждались персональные стипендии имени Солженицына для студентов вузов России, правительству Москвы рекомендовано присвоить имя Солженицына одной из улиц города, а правительству Ставропольского края и администрации Ростовской области — осуществить меры по увековечению памяти Солженицына в Кисловодске и Ростове-на-Дону.
11 декабря 2008 года в Кисловодске состоялось открытие мемориальной доски на здании центральной городской библиотеки, которой присвоено имя Солженицына, почётного гражданина Кисловодска (с 2003 года).
9 сентября 2009 года приказом министра образования и науки России обязательный минимум содержания основных образовательных программ по русской литературе XX века дополнен изучением фрагментов художественного исследования Александра Солженицына «Архипелаг ГУЛАГ». Сокращённую в четыре раза «школьную» версию с полным сохранением структуры произведения подготовила к печати вдова писателя. Ранее в школьную программу уже вошли повесть «Один день Ивана Денисовича» и рассказ «Матрёнин двор». Биография писателя изучается на уроках истории.
С 2009 года его имя носит научно-культурный центр Дом русского зарубежья имени Александра Солженицына в Москве (с 1995 по 2009 год — Библиотека-фонд «Русское зарубежье») — научно-культурный центр музейного типа по сохранению, изучению и популяризации истории и современной жизни русского зарубежья.
3 августа 2010 года, во вторую годовщину со дня кончины Солженицына, наместник Донского монастыря епископ Павлово-Посадский Кирилл в сослужении братии монастыря совершил панихиду на могиле писателя. Перед началом панихиды Кирилл освятил установленный на могиле Солженицына новый каменный крест, созданный по проекту скульптора Дмитрия Шаховского.
23 января 2013 года на заседании Министерства культуры было принято решение о создании в Рязани второго музея, посвящённого Солженицыну.
5 марта 2013 года власти американского города Кавендиша (штат Вермонт) приняли решение создать музей Солженицына.
12 июня 2013 года в Эквадорской государственной библиотеке был открыт памятник Солженицыну; скульптор Григорий Потоцкий.
В 2013 году имя Солженицына присвоено Мезиновской средней школе (Гусь-Хрустальный район Владимирской обсласти), где он преподавал в 1956—1957 годах. 26 октября возле школы открыт бюст писателя. В этой же школе ещё в 2003 году открыт литературно-краеведческий музей «Жизнь и творчество А. И. Солженицына», ставший первым в России, посвящённым писателю.
Его именем назван колледж в Эзене (Вандея, Франция).
26 сентября памятник Солженицыну (скульптор Анатолий Шишков) открыт на аллее нобелевских лауреатов перед зданием Белгородского университета. Является первым памятником Солженицыну в России.
12 декабря 2013 года компания Аэрофлот ввела в эксплуатацию самолёт Boeing 737—800 NG, названный «А. Солженицын».
12 декабря 2014 года в Кисловодске состоялось торжественное открытие восстановленного здания усадьбы Гориной, где у сестры матери Солженицын жил с 1920 по 1924 год. 31 мая 2015 года в доме тётки, где прошли ранние годы Солженицына, открыт первый в России и мире музей писателя, созданный в формате информационно-культурного центра, где планируют проводить лекции, видеопоказы, семинары, круглые столы. Музей располагает коллекцией книг, рукописей и фотографий.
В феврале 2015 года в гостинице Солотчи (Рязанская область) открыта мемориальная комната Александра Солженицына. В Солотче в разное время Солженицыным были написаны «В круге первом», «Раковый корпус», несколько глав «Архипелага ГУЛАГ».
5 сентября 2015 года открыт памятник на Корабельной набережной Владивостока (скульптор Пётр Чегодаев, архитектор Анатолий Мельник).
Именем писателя назван буксир ледового класса для швартовки судов в Магаданском морском торговом порту.
В 2016 году в Ростове-на-Дону открыта библиотека, которой присвоено имя Солженицына.
В 2016 году в Московской школе № 1948 «Лингвист-М» открылся музей писателя.
В 2017 году в книжном магазине издательства «ИМКА-Пресс» (Париж) состоялось открытие Культурного центра имени Александра Солженицына.
В Успенском колледже (Вустер (Массачусетс), США) открыт центр имени Александра Солженицына.
11 декабря 2017 года, в день 99-летия писателя на доме 12 (строение 8) по улице Тверской, где в 1970—1974 и 1994—2002 годах в Москве жил и работал Солженицын, установлена мемориальная доска работы скульптора Андрея Ковальчука.
В октябре 2018 года в Твери на доме № 32 по Смоленскому переулку было создано 12-метровое граффити с портретом писателя.
В 2018 году в Ростове-на-Дону (ЮФУ) открыт виртуальный музей Солженицына.
10 декабря 2018 года на площади Свободы в городе Гусь-Хрустальном состоялось открытие мемориальной доски на здании, в которой ранее располагалась Образцовая комната Гусевского хрустального завода, и где в 1956 году побывал Александр Солженицын (автор — художник Леонтий Озерников, автор оформления Солженицынского зала в местной библиотеке).
11 декабря 2018 года Владимир Путин открыл памятник писателю на улице Александра Солженицына (скульптор Андрей Ковальчук) в Москве. Открытие монумента приурочено к празднованию 100-летия со дня рождения писателя. 24 декабря открыт музей-квартира Солженицына на первом этаже корпуса 8 дома 12 на Тверской улице в Москве, где он жил до 12 февраля 1974 года, когда его арестовали.
19 декабря 2018 года в Кисловодске (на улице Шаляпина, вблизи Музея А. И. Солженицына) был открыт памятник Александру Солженицыну работы Зураба Церетели, а также освящён новоотстроенный храм Святого Великомученика и Целителя Пантелеймона (в котором и крестили писателя). Установка скульптуры была приурочена к 100-летию со дня рождения писателя. В торжественной церемонии открытия участвовали председатель Совета Федерации Валентина Матвиенко и губернатор Ставропольского края Владимир Владимиров.
В сентябре 2016 года Министерство иностранных дел Российской Федерации (по инициативе Михаила Сеславинского) обратилось в ЮНЕСКО с просьбой объявить 2018 год — «годом Солженицына», на 39-й сессии ЮНЕСКО решение об этом было принято.
14 августа 2019 года в центре Рязани в особняке XIX века в составе Рязанского историко-архитектурного музея-заповедника открылся Центр имени Солженицына — крупнейшее современное выставочное пространство, связанное с именем писателя.
Топонимы
12 августа 2008 года Правительство Москвы приняло постановление «Об увековечении памяти А. И. Солженицына в Москве», которым переименовало улицу Большую Коммунистическую в улицу Александра Солженицына и утвердило текст памятной доски. Некоторые жители улицы выразили протест в связи с её переименованием.
В октябре 2008 года мэр Ростова-на-Дону подписал постановление о присвоении имени Александра Солженицына центральному проспекту строящегося микрорайона Левенцовский.
С 2009 года имя писателя носит аллея в римском парке Вилла Ада.
В 2010 году имя Александра Солженицына получила центральная площадь города Крэ на юго-востоке Франции.
Его имя носит также дорога (Route) в Ле-Сабль-д’Олон (Вандея).
В 2012 году городские власти Парижа приняли решение о присвоении имени писателя саду на площади Порт-Майо (фр. Porte Maillot) у Конференц-центра (фр. Palais des congrès de Paris).
Имя Солженицына носят улицы в Воронеже, Хабаровске, Грозном (Алхан-Чурт), Самаре, Тамбове, Калининграде (СНТ Весёлое), а также в Кисловодске, Волгодонске, Бобровском, Прохладном, Соль-Илецке (п. Мирный), Частой Дубраве, Екатериновке (Падь Садовая), Новокаменке (ТСН «Клевер») и Кунести.
Нумизматика
16 ноября 2018 года Банк России выпустил в обращение памятную серебряную монету номиналом 2 рубля «Писатель А. И. Солженицын, к 100-летию со дня рождения (11.12.1918)» серии «Выдающиеся личности России».

## На сцене и экране

### Произведения в драматическом театре
- Республика труда (англ. The Love-Girl and the Innocent). Театр Гатри, Миннеаполис (США). Пол Авила Майер[англ.] (сценарий), Майкл Лангем[англ.] (режиссёр), 1970 год[166][167].
- «Олень и шалашовка» (англ. The Love-Girl and the Innocent). Серия из цикла «Пьеса месяца» BBC (Play of the Month[англ.]), Великобритания, реж. Алан Кларк[англ.] (1973)[168]
- «Олень и шалашовка» (англ. The Love-Girl and the Innocent). Royal Shakespeare Company, театр Олдвич. Клиффорд Уильямс[англ.] (режиссёр), Джереми Брукс[англ.] (сценарий) (1981)[169].
- «Республика труда». МХАТ им. А. П. Чехова (Москва), О. Ефремов; 1991 год, обновлённая версия — 1993[170].
- «Олень и шалашовка» (англ. The Love-Girl and the Innocent). Саутуарк (Southwark Playhouse[англ.]), Лондон. Мэттью Данстер[англ.] (режиссёр), Николас Бетелл (сценарий) (2013)[171].
- «Пир победителей». Государственный академический Малый театр России (Москва). Б. Морозов. Премьера спектакля — январь 1995 год[172]
- «Свеча на ветру» (фр. Petite flamme dans la tourmente). Телефильм — экранизация пьесы «Свеча на ветру» (Свет, который в тебе). Режиссёр Мишель Вин[фр.]; сценарий Александр Солженицын, Альфреда Окутюрье[фр.]. Постановка на ОРТФ Французского телевидения (1973).

### Инсценировки по произведениям в драматическом театре
- Телеспектакль по мотивам рассказа «Один день Ивана Денисовича» (англ. One Day in the Life of Ivan Denisovich), телекомпания NBC (8 ноября 1963 года) — из цикла «Боб Хоуп представляет» (англ. Bob Hope Presents the Chrysler Theatre). Режиссёр Дэниел Петри[англ.], сценарий Mark Rodgers и Chester Davis.[168].
- «Один день Ивана Денисовича». Читинский драматический театр (1989 год)[173]
- «Один день Ивана Денисовича». Харьковский украинский драматический театр имени Шевченко. Режиссёр А. Жолдак. 2003 год[174].
- «Один день огромной страны». Архангельский театр драмы. 2013 год[175]
- Спектакль «Один день Ивана Денисовича» в Театре на Покровке, 2018[173][176].
- «Один день Ивана Денисовича». Новокузнецкий драматический театр (2018)[177]
- «Матрёнин двор». Русский духовный театр «Глас» (Москва). Режиссёр (сценическая версия и постановка) В. Иванов. В ролях Е. Михайлова (Матрёна), А. Михайлов (Игнатьич). 11 и 24 мая, 20 июня 2007[178]
  - «Матрёнин двор». Государственный академический театр имени Е. Вахтангова. Режиссёр В. Иванов. В ролях Е. Михайлова (Матрёна), А. Михайлов (Игнатьич). Премьера 13 апреля 2008 года; а также к 95-летию на канале «Россия К»[179] и 100-летию писателя (2018)[180], в том числе в Кисловодской филармонии[181].
- «Матрёнин двор». Екатеринбургский Православный театр «Лаборатория драматического искусства имени М. А. Чехова» — показ спектакля в январе 2010 года. Режиссёр Наталья Мильченко, Матрёна — Светлана Абашева[182].
- «Матрёнин двор». Народный театр КДЦ Товарково. Премьера на X Пасхальном театральном фестивале в Калужском ТЮЗ, 2015 год[183].
- «Матрёнин двор» (житие праведницы в одном действии). Академический драматический театр имени В. Ф. Комиссаржевской (С.-Петербург), 2018 год[184].
- «Матрёнин двор». Новокузнецкий драматический театр (2018)[185].
- «Матрёнин двор». Владимирский областной театр кукол (2018)[186].
- «Матрёнин двор». Красноярский драматический театр (2018)[187].
- «Матрёнин двор». Театр драмы Республики Карелия «Творческая мастерская» (премьера 17 октября 2019). Матрёна — Людмила Баулина, Игнатьич — Валерий Баулин, художник — Наталья Кириллова, режиссёр — Александр Побережный-Береговский[188].
- «Случай на станции Кочетовка». Нижнетагильский драмтеатр, 2017[189]. (В июне 2018 года спектакль «Случай на станции Кочетовка» Вячеслава Тыщука вошёл в афишу XVI Фестиваля театров малых городов России)
- «Раковый корпус» (нем. Krebsstation). Театр Ганса Отто[нем.], Потсдам, ФРГ. 2012. Автор сценического варианта Джон фон Дюффель[нем.]. Режиссёр Тобиас Веллемайер[нем.]. В роли Костоглотова Вольфганг Фоглер (Wolfgang Vogler), в роли Русанова Йон-Кааре Коппе (Jon-Kaare Koppe)[190].
- «Раковый корпус». Центр драматургии и режиссуры (Москва), 2018[191].
- «Раковый корпус. Сосланные навечно» (по мотивам произведений «Раковый корпус», «В круге первом» и «Архипелаг ГУЛАГ»). Владимирский академический театр драмы. Премьера 29 сентября 2017 года. Инсценировка и постановка — Владимир Кузнецов. В роли Костоглотова Виктор Мотызлевский[192].
- «Шарашка» (инсценировка глав романа «В круге первом»; премьера 11 декабря 1998 года[193]). Спектакль Московского театра на Таганке. Режиссёр (композиция и постановка) Ю. Любимов, художник Д. Боровский, композитор В. Мартынов. В главных ролях Д. Муляр (Нержин), Т. Бадалбейли (Рубин), А. Граббе (Сологдин), В. Золотухин (Дядя Авенир, Прянчиков, Спиридон Егоров), Дмитрий Высоцкий и В. Маленко (Володин), Э. Гааз (Герасимович), Юрий Любимов (Сталин). Спектакль поставлен к 80-летию Солженицына[194]
- «Этап», литературный спектакль по роману «В круге первом». ВТУ им М. С. Щепкина (мастерская В. А. Сафронова)[195], в музее-заповеднике «Царицыно»[196] и в Музее «Пермь-36» в 2018 году[197], а также в Доме русского зарубежья, 2019[198].
- Иммерсивный спектакль «Республика труда». Сценарий написан пермским драматургом Ксенией Гашевой по мотивам произведений Александра Солженицына «В круге первом» и «Олень и шалашовка», режиссёр Вячеслав Чуистов. Музей «Пермь-36» (2018 год).
- «Архипелаг ГУЛАГ». Московский молодёжный театр под руководством Вячеслава Спесивцева (Москва), 1990 год.[166]
- Спектакль «Красное Колесо» в Театре Армии, худрук Б. Морозов (2018)[199].
- Театральный сериал «Красное колесо» из пяти спектаклей-эскизов («Столыпин | Богров», «Вагон системы Полонсо», «Мертвые», «Ячейка» и «На „Дне“») в Новом пространстве Театра наций, 2017[200]—2018[201], при участии Е. Миронова.

### Произведения в музыкальном театре
- «В круге первом» (фр. Le Premier Cercle), Опера. Либретто и музыка Жильбера Ами. Национальная опера Лиона (1999)[202][203].
- «Один день Ивана Денисовича» — опера в двух действиях А. Чайковского. Мировая премьера[204] состоялась 16 мая 2009 года в Перми на сцене академического театра оперы и балета имени Чайковского (дирижёр-постановщик В. Платонов, режиссёр-постановщик Г. Исаакян, художник-постановщик Эрнст Гейдебрехт (Германия), хормейстеры Владимир Никитенков, Д. Батин, Татьяна Степанова[205]), а также в Музыкальном театре им. Станиславского и Немировича-Данченко (2010[206]), Михайловском театре (С.-Петербург, 2010[207]-2011[208]), в рамках Сахаровского фестиваля в Нижегородской филармонии (2014[209]), и к 100-летию писателя на Камерной сцене им. Покровского Большого театра (2018)[210][211].

### Произведения в концертных программах
- «Один день Ивана Денисовича». Моноспектакль А. Филиппенко. Московский театр «Практика» (2006). Публичное чтение рассказа в рамках совместного проекта «Одна книга — два города» Всероссийской библиотеки иностранной литературы (Москва) и общедоступной (публичной) библиотеки[англ.] Чикаго[212]; ко Дню политзаключённых (2008), а также в Политеатре (Политехнический музей, 2012—2013[213]), киноклубе «Эльдар»[214], Владимирской филармонии[215] и театре им. Моссовета (2018)[216].
- «Голос памяти правдивой» по мотивам рассказа «Один день Ивана Денисовича». Центральная Городская Библиотека им. Солженицына, Кисловодск (2018)[217][218]
- Радиоспектакль «One Day in the Life of Ivan Denisovich» на BBC Radio (2003, 2008). Сценарий Майк Уокер[англ.], режиссёр Нед Шайе[англ.]; исполнители: Нил Даджен, Филип Джексон, Paul Chan, Jonathan Tafler и др.[219]
- Радиоспектакль «One Day in the Life of Ivan Denisovich» (2019). Сценарий Робин Брукс[англ.], режиссёр Clive Brill; главную роль исполняет Джон Холлингуорт[англ.][220].
- Радиоспектакль «Matryona’s House» (2008, 2009) на BBC Radio, читает Стивен Критчлоу[англ.][221].
- «Матрёнин двор». КДЦ Салехард (2018)[222].
- «Случай на станции Кочетовка». Моноспектакль А. Филиппенко. Телеэкранизация осуществлена ЗАО «Студия Клио Фильм» (Россия) (режиссёр Степан Григоренко) по заказу телеканала «Культура» (2001)[223]. Первый показ на телевидении на телеканале «Культура» 4 августа 2008 года, а также 3 августа 2009 года.
- «Абрикосовое варенье», эскиз спектакля (предпоказ). Новокузнецкий драматический театр (2018)[224].
- «Письмо Олега Костоглотова», по повести «Раковый корпус». Театр «Антракт» Воронежского медицинского университета (2018).
- Чтение фрагментов романа «В круге первом» артистом Н. Павловым[225] на вечере Малого театра (Ленинград, 1989) «Возвращённые страницы»[226].
- «Солженицын и Шостакович» (2010). Александр Филиппенко читает «Крохотки» Солженицына (в том числе на радио), музыка Д. Шостаковича звучит в исполнении ансамбля солистов «Эрмитаж»[227].
  - «Отраженье в воде». Программа для драматического актёра, солиста и камерного оркестра, включающая «Крохотки» Солженицына в исполнении Филиппенко и «Прелюдии» Шостаковича в исполнении Государственного академического камерного оркестра России под управлением А. Уткина. Премьера — 10 декабря 2013 года в Большом зале Московской консерватории[228][229] (предв. «репетиция» в Тарусе, 2011[230]); а также в Центральном доме архитектора (2017[231]), Рязанской филармонии[232] и в концертном зале им. С. С. Прокофьева Челябинской филармонии (2018)[233].
- «Крохотки», сценическая композиция. Орский драмтеатр (2018)[234].
- «Крохотки». Волжский Камерный зал ЦКиИ «Октябрь» (2018)[235].
- «Крохотки», экспериментальная постановка. Биробиджанская областная филармония (2018)[236].
- Мультипликационный фильм «Утёнок», созданный по «Крохоткам» А. Солженицына. Музыкальная школа им. Рахманинова, Кисловодск (2018)[237].
- «Молитва» («Молитва о России»). Саратовская консерватория (2008), Большой зал Московской консерватории (2009)[238] и Светлановский зал Дома музыки (2018)[239].
- Цикл миниатюр «Крохотки» (а также «Случай на станции Кочетовка», «Как жаль» и др.), в исполнении А. Филиппенко. ИКЦ «Музей А. И. Солженицына» (филиал Государственного литературного музея), Кисловодск (2018)[218][240].
- «Размышления над Февральской революцией». МГИМО совместно с телеканалом «Культура», 2017[241][242].
- «Бодался теленок с дубом», Новокузнецкий драматический театр (2018)[224][243].
- «Слово правды». Сценическое прочтение произведений Солженицына («Молитва» и фрагментарно «Раковый корпус», «Архипелаг ГУЛАГ», «Бодался телёнок с дубом», «Жить не по лжи») в сопровождении сюиты «В монастыре» А. Бородина и «Марша энтузиастов» И. Дунаевского. Театр-студия «Кредо». Пятигорск (1990)[244][245]
 В 2015 году также прошёл литературно-музыкальный вечер «Ночь искусств»[246][247].
- «По прочтении опусов Солженицына. Пять взглядов на страну ГУЛаг» («Зона», «Пеший этап», «Блатные», «Лесоповал», «Пахан и шестёрка»). Исполнение пятичастной сюиты украинского композитора В. Власова ансамблем «Баян-сити» на сцене концертного зала имени Прокофьева (Челябинск) (сольный концерт — октябрь 2010)[248].
- «История ГУЛАГа в судьбах людей и судьбе страны». Музей истории ГУЛАГа представил совместный с Театром Наций проект (2018) — аудиорассказ из цитат «Архипелага ГУЛАГа» и Нобелевской речи писателя[249][250][251].
- Фестиваль «Солженицынское пространство: мультимедийное измерение». Дом-музей А. А. Алябьева (Пятигорск) и ИКЦ «Музей А. И. Солженицына» (Кисловодск), 2018[252].
- Поэтический реквием «Отсюда не возвращаются» по мотивам лагерной поэзии Солженицына. Центральная Городская Библиотека им. Солженицына, Кисловодск (2018)[218][253]

### Произведения в кино и на телевидении
- «Случай на станции Кречетовка». Короткометражный фильм Г. Панфилова и Н. Рашеева (1964).
- «Случай на станции Кречетовка» (швед. Ett möte på KretjetovkaStationen). Сценарий Александр Солженицын. Швеция (TV 1970).
- «Один день Ивана Денисовича» (англ. One Day in the Life of Ivan Denisovich). Художественный фильм. Режиссёр К. Вреде[англ.]. Сценарий Р. Харвуда и А. Солженицына. «Norsk Film[англ.]» (Норвегия), «Leontes Films» (Великобритания), «Group W Films LLC» (США) (1970).[168] Фильм впервые демонстрировался в СССР 11.12.1988 в Центральном доме кинематографистов на вечере, посвящённом 70-летию Солженицына (предоставленный посольством Норвегии в СССР).
- «Раковый корпус» (нем. Krebsstation). 150-минутный телефильм. Реж. Хайнц Ширк[нем.], сценарий К. Виттлингер. В. Чехова, Зигфрид Ловитц[нем.], Мартин Бенрат[нем.]. ФРГ (TV 1970).
- В 1973 году полуторачасовую картину «В круге первом» (дат. Den første kreds) по мотивам одноимённого романа снял польский режиссёр А. Форд; сценарий: А. Форд и А. Солженицын. Дания—Швеция.
- В начале 1990-х вышла двухсерийная французская лента «В круге первом» (фр. Le Premier Cercle). Телефильм. Режиссёр Ш. Лэрри. Сценарий Ч. Коэна и А. Солженицына. Си-Би-Си. США—Канада, совместно с Францией (1992). Фильм в 1994 году показан в России и СНГ[254].
- «В круге первом». Солженицын является соавтором сценария и читает закадровый текст от автора. Режиссёр Глеб Панфилов. Телеканал «Россия», кинокомпания «Вера» (2006).[168]
- Практически одновременно с сериалом проходили и съёмки художественного кинофильма по мотивам романа (сюжетная основа Солженицына), сценарий киноверсии написан Панфиловым. Премьера киноленты «Хранить вечно» состоялась 12 декабря 2008 года в кинотеатрах Москвы и Лондона (с субтитрами).
- В 2017—2019 годах Глеб Панфилов снял фильм «Иван Денисович» по мотивам рассказа. Выход фильма состоялся 23 сентября 2021 года[255].

### Комментарии
1. ↑  В некоторых документах 1930-х годов — например, в выпускном аттестате — его отчество указано как «Исаакович». В других — например, в паспорте, выданном в 1934 году с ошибкой паспортистки, и в заявлении в университет, написанном на основании паспортных данных, — как «Исаевич». — См.: Сараскина Л. И. Александр Солженицын. — М.: Молодая гвардия, 2008. — С. 135. — ISBN 978-5-235-03102-9. Архивировано 27 марта 2009 года.
2. ↑  В 1990-х годах активно выделял пожертвования на восстановление храма (полностью разрушенного большевиками)
3. ↑  Так на Кубани называли имения, развивавшиеся интенсивно.
4. ↑  «История семьи писателя на фоне Первой мировой войны стала сюжетной канвой „Августа Четырнадцатого“. <…> Солженицыны (Лаженицыны) — предки по линии отца; Щербаки (Томчаки) — предки по линии матери» — Сараскина Л. И. Александр Солженицын. — М.: Молодая гвардия, 2008. — С. 19. — ISBN 978-5-235-03102-9. Архивировано 27 марта 2009 года.
5. ↑  Материнское имение Архивная копия от 20 апреля 2019 на Wayback Machine было национализировано.
6. ↑  Себя, свои увлечения и школьную учительницу Солженицын описал во второй части двучастного рассказа «Настенька» в 1995 году. — Новый мир : журнал. — 1995, № 10. — С. 3—34.
7. ↑  Под именем Горяинова-Шаховского Солженицын вывел его в романе «В круге первом» и в поэме «Дороженька».
8. ↑  Эвакуированное 3-е Ленинградское артиллерийское училище.
9. ↑  Окружение батареи в Восточной Пруссии (между Адлиг Швенкиттеном[нем.] и Дитрихсдорфом[пол.]) и выход из него 26 января 1945 года, за который Солженицын был представлен к Ордену Красной Звезды, описаны в:
 А. Солженицын. Адлиг Швенкиттен. Односуточная повесть. // Новый мир. — 1999. — № 3.
10. ↑  По наряду 9-го управления МГБ от 27 декабря 1952 года № 9/2-41731.
11. ↑  «Эта пьеса — самое неудачное из всего, что я написал». — Солженицын А. Бодался телёнок с дубом. Очерки литературной жизни. — Paris: YMCA-PRESS, 1975. — С. 18.
12. ↑  Название станции случайным образом совпало с фамилией тогдашнего главного редактора журнала «Октябрь» Всеволода Кочетова, с которым «Новый мир» вёл принципиальные литературные и мировоззренческие споры. Чтобы не усугублять раздражение Кочетова, название станции решено было изменить на нейтральное.
13. ↑  Премия по литературе за 1964 год была присуждена Олесю Гончару за роман «Тронка» и Василию Пескову за книгу «Шаги по росе».
14. ↑  Попытка публикации не удалась.
15. ↑  Пьеса не была одобрена и не состоялась. — Веч. Москва : газета. — 2000, 5 июня. — Вып. 2. — С. 5.
16. ↑  Спектакль был запрещен.
17. ↑  15 января в передаче Би-би-си «О лучшей книге 1969 года» было сказано: Грэм Грин избрал книгой года роман «В круге первом» А. Солженицына. К мнению Грина присоединился писатель Майкл Фрейн. В газете «The Observer» Грин пишет, что, по его мнению, «Круг» — произведение «ещё более значительное, чем „Доктор Живаго“ Пастернака». Майкл Фрейн в той же газете написал, что воспринял «выход в свет этого романа Солженицына как торжество человеческого духа».
18. ↑  Различные описания связанных с этим событий находятся в книге Солженицына «Бодался телёнок с дубом» и в воспоминаниях Н. Решетовской «АПН — я — Солженицын», опубликованных после смерти Решетовской: Решетовская отрицала роль КГБ и утверждала, что пыталась добиться соглашения между властями и Солженицыным по своей личной инициативе.
19. ↑  Указ Президиума Верховного Совета СССР от 12 февраля 1974 года «О лишении гражданства СССР и выдворении за пределы СССР Солженицына А. И.» (с грифом «Не подлежит опубликованию», не был опубликован в «Ведомостях ВС СССР»)
20. ↑  В начале 1980-х президент США Рональд Рейган пригласил на завтрак наиболее видных советских диссидентов, проживающих на Западе. Из званых отказался один Солженицын, заметив, что он не «диссидент», а русский писатель, которому не с руки беседовать с главой государства, чьи генералы по совету учёных всерьёз разрабатывают идею избирательного уничтожения русского народа посредством направленных ядерных ударов и некоего «этнического оружия» (о предпринимавшихся попытках создания которого высказывались некоторые советские и ультра-националистические эмигрантские публицисты). Выразив вежливый отвод, Солженицын в ответ пригласил Рейгана, когда истечёт срок его полномочий, посетить свой дом в Вермонте и там в спокойной обстановке побеседовать о насущных вопросах отношений двух стран — выявив, что президентская должность занимается одним лицом максимально на восемь лет, призвание же российского писателя пожизненно. Посев. — 1982. — XV. — С. 57—58.
 Обстоятельства этого происшествия подробно изложены в:
 Паладин А. Александр Солженицын: новые черты знакомого лица // Литературная Россия. — 29.12.1989. — С. 18—19; Русская мысль. — 20.5.1982.
 В письме президенту о причинах неприезда (май 1982 года) Солженицын объяснял, что не может «ставить себя в ложный ряд» — он не «эмигрантский политик» и не «советский диссидент»: ни к тем, ни к другим писатель-художник не принадлежит. Категорически отверг Солженицын и клеймо «крайнего русского националиста»: «Я — вообще не „националист“, а патриот. То есть я люблю своё отечество — и оттого хорошо понимаю, что и другие тоже любят своё…»
21. ↑  Уже готовый набор № 12 «Нового мира» за 1988 год с Нобелевской лекцией раскидан. …31 декабря 1988 года был снят запрет на издание рассказа Александра Солженицына «Один день Ивана Денисовича» (запиской Идеологического отдела ЦК КПСС).
22. ↑  Тираж «ЛГ» в то время составлял 4 млн 450 тыс. экземпляров. Статья была свёрстана на четырёх страницах газеты в виде 16-страничной брошюры. Общий тираж (всех советских изданий с «Комсомольской правдой») составил порядка 27 млн экземпляров.
23. ↑  Перед этим был восстановлен в Союзе писателей. — Неправильное решение отменено: Об отмене постановления Секретариата правления СП РСФСР от 5 ноября 1969 г. об исключении Солженицына из членов Союза писателей. // Информ. бюл. Секретариата правления СП СССР. — 1989. — № 6. — С. 4.
24. ↑  Не рассчитывая, что когда-либо при жизни фильм по его сценарию (в частности, «Знают истину танки») будет поставлен, Солженицын применил повышенную наглядность и детальность указаний — с тем, чтобы сценарий непосредственно мог «смотреться» в чтении (Солженицын А. И. Собрание сочинений. — Вермонт — Париж, 1981. — Т. VIII. — С. 592.).

Поскольку этот приём стал основой для «маленьких киноэкранов» в «Красном колесе», автор в интервью Н. А. Струве (1976 года) пояснил, чем его содержание отлично от «киноглаза», применявшегося американским романистом 1920-х годов Дос Пассосом: «…его „киноглаз“ — это не сценарий. Если Вы посмотрите Дос Пассоса — снимать фильма по его киноглазу нельзя. Почему он так его назвал? Это скорей лирические отрывки (отступления). Лирические — а я ставлю задачу именно, как если бы происходила киносъёмка. Перед этим у меня был опыт, я написал сценарий „Знают истину танки“. Без всякой надежды, что его когда-либо при моей жизни снимут. Я должен был изобрести такую форму, чтобы читатель, читая киносценарий, уже увидел фильм. Фильма пусть не будет, а он уже его видел. И такую изобрёл я форму расположения там, чтобы было читателю легче, не труднее, а легче было видеть, где звук, где кадр, как снимается, где говорят. И эту форму я потом повторил в своих маленьких киноэкранах (сценарных [экранных] главах)». «…Я себе на будущее представляю, что, скажем, была у нас такая полоса: солдаты бросали фронт и ехали на забитых поездах, на крышах. Маленький экран дать, только вот как ногами они друг по другу лезут на крышу, как они туда взбираются и как на крыше сидят. Это передаёт гораздо больше…, чем это описывать прозой» (Т. X. — С. 492, 527).

«Этот приём у меня есть в „Августе…“, но он бывает ещё нужнее в момент революционный. Массовая сцена, матросы убивают адмирала или солдаты штурмуют гостиницу — это написано так, чтобы можно было увидеть, как на экране, читая книгу, без съёмки» (ВРХД. — 1984. — № 142. — С. 160—162).
25. ↑  «Газеты Семнадцатого года — необычайно интересны [для Красного колеса]. У меня до 15 разных газет, и не одна не повторяет другую. Это был момент такого взрыва, когда все говорили и писали. Эти газеты живут. И вот: как эту жизнь выловить? Можно: брать из газет фрагменты самих событий. Можно: разрабатывать настроение и мысли, которые там поданы как публицистика; а я даю своим персонажам, иногда тому самому, к-рый пишет статью, я могу перевести газетную статью в диалог, в разговор. Но иногда бывает неповторимо привести цитату из газеты так, как она есть. Из этого у меня рождаются газетные монтажи. Первую идею газетных монтажей я получил от Дос Пассоса, на Лубянке, в тюрьме, я впервые читал его книгу там. Мне очень понравилось эта идея. Но Дос Пассос и я используем её прямо противоположно. Дос Пассос берёт набор бессмысленной газетной болтовни как не имеющей отношения к жизни, а я использую газетный текст как реальные кирпичи, из которых завтра… сегодня и завтра растут события. Ибо газеты 17-го года были сигналом к действию, особенно у социалистического крыла… Поэтому мой монтаж имеет совсем другой смысл: сгущённого действия и предупреждения» (Т. X. — С. 491.).

### Биографические очерки, мемуары и др.
на русском языке
- Андреева-Карлайл О. В. Возвращение в тайный круг = Olga Carlisle, Solzhenitsyn and the Secret Circle. — М.: Захаров, 2004. — (Биографии и мемуары). — ISBN 5-8159-0400-7.
- Батюто А. И. А. И. Солженицын и отечественная литература XIX—XX веков: пиетет, критика, преломление традиции. Записки филолога. — СПб.: Нестор-История, 2006. — 136 с. — ISBN 5-98187-111-3.
- Бушин В. С. Александр Солженицын. Гений первого плевка. — М.: Алгоритм, 2005. — ISBN ISBN 5-9265-0169-5.
- Бушин В. С. Неизвестный Солженицын. — М.: Алгоритм, 2010. — ISBN ISBN 978-5-699-40636-4.
- Войнович В. Н. Портрет на фоне мифа. — М.: Эксмо-пресс, 2002. — 192 с. — ISBN 5-04-010253-4.
- Гаврилов И. Н. Александр Солженицын в Рязани. Литературная хроника. — Рязань: Изд-во РГПУ, 1998.
- Геллер М. Я. Александр Солженицын. — Лондон: б. и., 1989.
- Зильберберг И. И. Необходимый разговор с Солженицыным. — Колчестер Вэйл, Сассекс, Англия, 1976. — 187 с.
- Краснов В. Солженицын и Достоевский: искусство полифонического романа / Пер. с англ. — М., 2012.
- Краснов-Левитин А. Э. Два писателя. — Париж, 1983.
- Кузьмин В. В. Поэтика рассказов А. И. Солженицына. — Тверь: Твер. гос. ун-т, 1998.
- Медведев Р. А. Солженицын и Сахаров. — М.: Права человека, 2002. — 272 с. — ISBN 5-7712-0223-1.
- Мешков Ю. А. Александр Солженицын: Личность. Творчество. Время / Урал. гос. ун-т им. А. М. Горького, НИИ русской культуры. — Екатеринбург: Диамант, 1993. — 101 с. — ISBN 5-849-00032-1.
- Нива Ж. Солженицын / Пер. с фр. Симон Маркиш в сотрудничестве с автором. — London: OPI, 1984. — 251 с.
- Плетнёв Р. В. Солженицын. — Париж, 1973.
- Решетовская Н.А. Александр Солженицын и читающая Россия. — М.: Сов. Россия, 1990. — ISBN 5-268-01370-X.
- Солженицын, Александр Исаевич : [арх. 21 февраля 2023] / Ранчин А. М. // Сен-Жерменский мир 1679 — Социальное обеспечение [Электронный ресурс]. — 2015. — С. 642—644. — (Большая российская энциклопедия : [в 35 т.] / гл. ред. Ю. С. Осипов ; 2004—2017, т. 30). — ISBN 978-5-85270-367-5.
- Ржевский Л. Д. Творец и подвиг. — Париж, 1972.
- Ржезач Т. Спираль измены Солженицына. — М.: Прогресс, 1978.
- Сараскина Л. И. Александр Солженицын. — М.: Молодая гвардия, 2008. — 935 с. — (Жизнь замечательных людей: Биография продолжается; вып. 15). — ISBN 978-5-235-03102-9, ISBN 978-5-235-03174-6.
  - Сараскина Л. И. Солженицын. — М.: Молодая гвардия, 2009. — 959 с. — (Жизнь замечательных людей; вып. 1175). — ISBN 978-5-235-03245-3, ISBN 978-5-235-03210-1.
- Сарнов Б. М. Феномен Солженицына. — М.: Эксмо, 2012. — 848 с.
- Супруненко П. Признание… забвение… судьба… Опыт читательского исследования творчества А. Солженицына. — Пятигорск, 1994.
- Цыганков Д. Б. «Властитель дум» в поле политики: опыт социоанализа // Социологические исследования : журнал. — 1999. — № 1. — С. 78—87.
- Чалмаев В. А. Александр Солженицын: Жизнь и творчество. — М., 1994.
- Чуковская Е. Ц. Вернуть Солженицыну гражданство СССР // Книжное обозрение. — № 32. — 05.08.1988
- Чуковская Е. Ц. Александр Солженицын. От выступления против цензуры к свидетельству об Архипелаге ГУЛаг // Между двумя юбилеями. 1998—2003. Альманах. Писатели, критики, литературоведы о творчестве А. И. Солженицына / сост. Н. А. Струве, В. А. Москвин. — М.: Русский путь, 2005. — С. 352—370. — 554 с. — (Между двумя юбилеями). — ISBN 5-85887-205-0.
- Чуковская Л. К. Счастливая духовная встреча. О Солженицыне. // Новый мир : журнал. — 2008. — № 9.
- Шнеерсон М. Александр Солженицын. — Франкфурт-на-Майне, 1984.
- Штурман Д. Городу и миру: О публицистике А. И. Солженицына. — Париж — Нью-Йорк: Третья волна, 1988. — ISBN 0-937951-11-9. Library of Congress Catalog 87-34256.
- Кремлёвский самосуд: Секретные материалы политбюро о писателе А. Солженицыне. — М., 1994. — (Библиотека журнала «Источник»). — ISBN 5-7330-0044-9.
- Ланин, Б. А. Александр Солженицын // Проза русской эмиграции (третья волна): Пособие для преподавателей литературы. — Новая школа, 1997. — С. 177—192. — 208 с. — 20 000 экз. — ISBN 5-7301-0275-5.
- Александр Солженицын: Из-под глыб:  Рукописи, документы, фотографии:  К 95-летию со дня рождения. — М.: Русский путь, 2013. — 372 с. — ISBN 978-5-85887-431-7.
- Жизнь и творчество Александра Солженицына: На пути к «Красному Колесу» : сб. ст / Сост. Л. И. Сараскина. — М.: Русский путь, 2013. — 560 с. — ISBN 978-5-85887-429-4.
- Между двумя юбилеями. 1998—2003. Альманах. Писатели, критики, литературоведы о творчестве А. И. Солженицына / сост. Н. А. Струве, В. А. Москвин. — М.: Русский путь, 2005. — 554 с. — (Между двумя юбилеями). — ISBN 5-85887-205-0.
- Путь Солженицына в контексте Большого Времени: Сб. памяти: 1918–2008 / сост., подгот. текста и общ. ред. Л. И. Сараскиной. — М.: Русский путь, 2009. — 480 с. — ISBN 978-5-85887-319-8.
- Солженицынские тетради: Материалы и исследования: альманах / Дом рус. зарубежья им. А. Солженицына; гл. ред. А. С. Немзер. — М.: Русский путь, 2012. — Т. 1. — 344 с. — ISBN 978-5-85887-420-1. — Т. 2. — 2013. — 344 с. — ISBN 978-5-85887-428-7. — Т. 3. — 2014. — 304 с. — ISBN 978-5-85887-440-9. — Т. 4. — 2015. — 296 с. — ISBN 978-5-85887-450-8.
- Солженицын: Мыслитель, историк, художник. Западная критика, 1974–2008: сб. ст / Сост. и авт. вступ. ст. Э. Э. Эриксон, мл.; коммент. О. Б. Василевской; пер. с англ. и фр.. — М.: Русский путь, 2010. — 720 с. — ISBN 978-5-85887-278-8.

на других языках
- Baran, Henryk. Solzhenitsyn, Aleksandr (1918– ) // Antisemitism: a historical encyclopedia of prejudice and persecution (англ.) / Richard S. Levy[англ.], editor. — Santa Barbara: ABC-CLIO, 2005. — Vol. 2 (L–Z). — P. 669—670. — 828 p. — (Contemporary world issues). — ISBN 978-1-85109-439-4.
- Barker F. Solzhenitsyn: Politics and form. — London, 1977.
- Burg D. Solzhenitsyn. — New York, 1972.
- Kriza E. Alexander Solzhenitsyn: Cold War lcon, Gulag Author, Russian Nationalist? A Study of the Western Reception of his Literary Writings, Historical Interpretations, and Political Ideas. — Stuttgart, 2014. — ISBN 978-3-8382-0589-2.
- Solzhenitsyn in exile: critical essays and documentary materials // edit. by J. B.Dunlop, R. S. Haugh, M. A. Nicholson. — Stanford, Kalif.: Hoover Inst. Pr., 1985.
- Nielsen N. C. Solzhenitsyn’s religion. — New York, 1975.
- Rossman, Vadim. Russia, Post-Soviet // Antisemitism: a historical encyclopedia of prejudice and persecution (англ.) / Richard S. Levy[англ.], editor. — Santa Barbara: ABC-CLIO, 2005. — Vol. 2 (L–Z). — P. 632—634. — 828 p. — (Contemporary world issues). — ISBN 978-1-85109-439-4.
- Scammell М. Solzhenitsyn. A Biography. — New York — London, 1984. — ISBN 0-586-08538-6.

### Архивные документы
- Информационная записка председателя КГБ при Совете Министров СССР Ю. В. Андропова в ЦК КПСС от 08.07.1970 № 1835-А о западной кампании за присуждение А. Солженицыну Нобелевской премии //   РГАНИ. Ф. 5. Оп. 62. Д. 84. Л. 116, 117. — Подлинник.
- Записка председателя КГБ при Совете Министров СССР Ю. В. Андропова в ЦК КПСС от 04.04.1972 № 897-А о вручении А. Солженицыну Нобелевской премии //   РГАНИ. Ф. 5. Оп. 64. Д. 135. Л. 27. — Подлинник.
- Докладная записка председателя КГБ при Совете Министров СССР Ю. В. Андропова в ЦК КПСС от 17.02.1976 № 403-А «О публикации в журнале „Крокодил“ фельетона „Без царя в голове“ о Солженицыне». Справка от 19.03.1976 //   РГАНИ. Ф. 5. Оп. 69. Д. 2897. Л. 2. — Подлинник.

### Сайты
- Культурно-просветительский интернет-портал «Александр Исаевич Солженицын» Проверено 11 декабря 2008 г.
- Портал Александр Солженицын: произведения, книги, статьи, новости, зарубежная и отечественная пресса, форум, галерея
- Александр Солженицын на Куличках
- Солженицын Александр Исаевич — о творчестве писателя
- Страница А. И. Солженицына на генеалогическом проекте Родовод

### Книги и статьи
- Солженицын А. И. Бодался телёнок с дубом : очерки литературной жизни / ред.-сост. Н. Солженицына. — М.: Время, 2018. — Т. 28. — 766 с. — (Собрание сочинений в 30 т). — ISBN 978-5-9691-1726-6.
- Стенограмма обсуждения статьи А. Солженицына «Размышления над Февральской революцией» // Российская газета. — М., 2007. — 27 февраля.
- Солженицын А. И. С Варламом Шаламовым
- Солженицын А. И. Жить не по лжи!

### Интервью
- Сбережение народа — высшая изо всех наших государственных задач // газета «Московские новости», апрель 2006 г.
- Александр Солженицын: «Мы творим свою историю сами, сами загоняем себя в ямы» // Известия, 11.12.2008. (Интервью Даниэлю Кельману для журнала «Cicero» в 2006 году)  (Дата обращения: 26 июня 2012)
- Приволжской лиге журналистов, 2002 г.
- Солженицын А. И. Что нам по силам // Еженедельник «Аргументы и Факты» № 5 30/01/2008

### Материалы о Солженицыне
- Биография Солженицына Собрание разных вариантов краткой и полной биографии
- Солженицын, Александр — статья в Лентапедии. 2012 год.
- Другой вариант биографии

- Аннинский Л. А. Памяти Александра Солженицына // Венец. — 09.09.2008
- Бакланов Г. Я. Кумир // Заметки по еврейской истории. — № 42. — 25.05.2004.
- Бузукашвили М. И. Оперы Солженицына. Интервью с Соломоном Волковым // Чайка : журнал. — 16.08.2008.
- Вайль П. Л., Генис А. А. Поиски жанра. Александр Солженицын
- Давыдов О. В. Демон Солженицына // Перемены
- Лукач Д. Социалистический реализм сегодня. А. И. Солженицын в зеркале марксистской критики // Скепсис
- Протоиерей Андрей Ткачёв. Гарвардская речь. Православие.ru (1 декабря 2016). Дата обращения: 1 декабря 2016.
- Холмогоров Е. С. Улица Солженицына // Новый мир. — № 12. — 2018.
- Деградация Солженицына, программа «Лицом к событию» с Бенедиктом Сарновым 13 сентября 2013 г. на YouTube
  - Елена Рыковцева, ведущая. Деградация Солженицына. Гость программы — Бенедикт Сарнов. // svoboda.org. Радио «Свобода» (13 сентября 2013). Дата обращения: 19 августа 2023. Архивировано 10 февраля 2023 года.